# Modulo lunare Apollo
Il modulo lunare Apollo o LEM (Lunar Excursion Module) o LM (Lunar Module) è il lander della navicella spaziale Apollo utilizzato nell'ambito del programma Apollo della NASA per trasportare gli astronauti sulla superficie della Luna. Il suo compito era quello di far atterrare sulla Luna due dei tre membri dell'equipaggio della navicella con attrezzature scientifiche, permettendo loro di restarvi per oltre 75 ore prima di decollare e ricongiungersi con il modulo di comando e di servizio (CSM) rimasto in orbita lunare e incaricato di riportare l'equipaggio sulla Terra.
Quando nel 1961 il presidente John Fitzgerald Kennedy fissò come obiettivo dell'agenzia spaziale statunitense quello di inviare uomini sulla Luna prima della fine del decennio, il programma spaziale era ancora piuttosto indietro. Dopo avere studiato diverse configurazioni di veicoli spaziali, la NASA scelse, nel 1962, di ricorrere al LEM nonostante le perplessità che suscitava in quell'epoca. Solo questa soluzione, infatti, permetteva di rispettare la scadenza fissata, grazie alla riduzione della massa richiesta e limitando così costi e rischi tecnici.
Il LEM era composto da due stadi: lo stadio di discesa, il cui ruolo principale è di fare atterrare verticalmente il modulo lunare grazie ad un motore a spinta variabile, e uno stadio di ascesa nel quale è situata la cabina pressurizzata dove risiedono gli astronauti. Alla fine dell'esplorazione lo stadio di discesa veniva abbandonato sulla Luna mentre lo stadio di ascesa, grazie ad un ulteriore proprio motore, decolla dalla superficie lunare per ricongiungersi al CSM in orbita lunare. Nonostante la complessità della missione e i limiti di massa molto rigorosi (15 tonnellate), il LEM è riuscito per sei volte ad atterrare sulla Luna mantenendo in vita i due uomini in un ambiente particolarmente ostile.
Il progetto e la costruzione del LEM sono stati realizzati sotto la direzione della società aerospaziale Grumman tra il 1962 e 1969. In tutto sono stati costruiti 15 moduli lunari; dei 10 che hanno volato nello spazio, 6 hanno raggiunto il suolo lunare nel corso di un periodo compreso tra il 1969 e il 1972. Ad oggi il LEM resta ancora l'unico veicolo ad aver portato esseri umani sul suolo lunare.

## La scelta dell'arrivo in orbita lunare

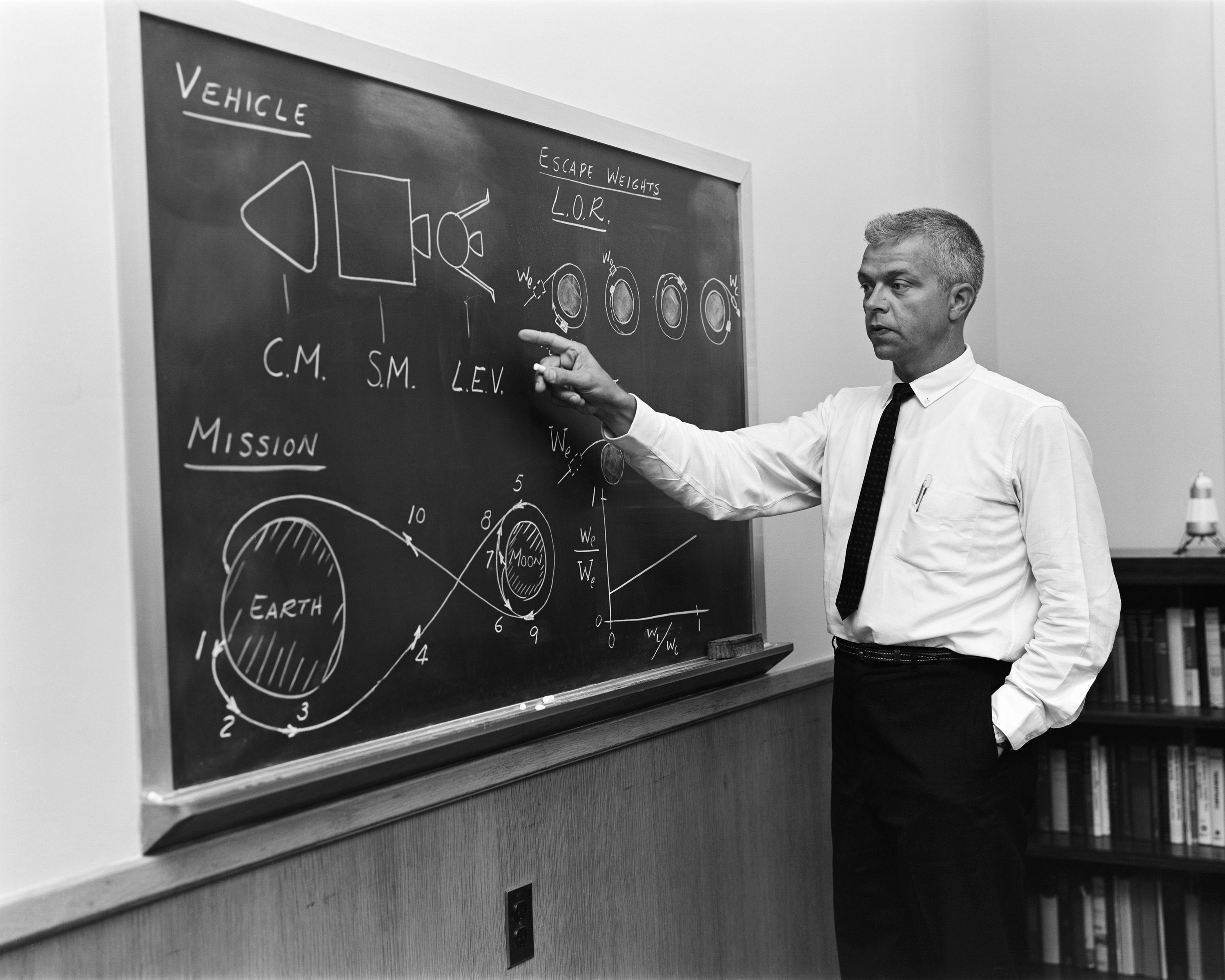
John Houbolt illustra lo scenario del LOR che è riuscito a promuovere non senza difficoltà

Nel 1959 l'agenzia spaziale statunitense cominciò degli studi per stabilire quali tecniche fossero più efficaci per inviare degli uomini sulla Luna. Da questi studi emersero tre distinti scenari:
- Spedizione diretta di un veicolo spaziale sulla Luna (ascesa diretta): questa tecnica prevedeva l'utilizzo di un enorme razzo per portare in orbita un'unica navicella in grado di viaggiare fino alla Luna, atterrare e successivamente ridecollare. Per poter compiere tutte queste manovre l'altezza della navicella doveva essere pari a 20 m. Per portare in orbita un simile veicolo si rendeva necessario un razzo (che venne chiamato Nova) la cui potenza era cinque volte superiore a quella del Saturn V poi realmente utilizzato.
- Il rendezvous in orbita terrestre (Earth Orbit Rendezvous o EOR): questa opzione fu formulata per limitare rischi e costi di sviluppo dell'enorme razzo richiesto dal primo scenario. I componenti della nave dovevano essere inviati in orbita terrestre da 2 (o più) razzi meno potenti. I vari elementi venivano poi assemblati in orbita dagli astronauti con l'eventuale possibilità di usare una stazione spaziale come base logistica. Una volta completato l'assemblaggio in orbita terrestre il resto della missione si svolgeva in modo simile a quello del primo scenario.
- Il rendezvous in orbita lunare (Lunar Orbit Rendezvous o LOR): si rendeva necessario un solo razzo ma il velivolo inviato verso la Luna doveva essere composto da 2 moduli indipendenti che si separavano una volta raggiunta l'orbita lunare. Il modulo di escursione lunare (LEM), spinto da un razzo di grande potenza, del tipo Nova, atterrava sulla Luna con una parte dell'equipaggio e in seguito se ne sarebbe staccata una parte per riportare gli astronauti al modulo di comando e di servizio, rimasto in orbita attorno alla Luna, a cui spettava farsi carico del ritorno degli astronauti a Terra. Questa soluzione permetteva di ridurre il peso rispetto agli altri due scenari (sarebbe stato necessario molto meno combustibile per l'atterraggio e il decollo) e permetteva di realizzare un veicolo spaziale ottimizzato esclusivamente per l'atterraggio ed il soggiorno sulla Luna. Inoltre il razzo necessario doveva essere meno potente di quello richiesto dal primo scenario.

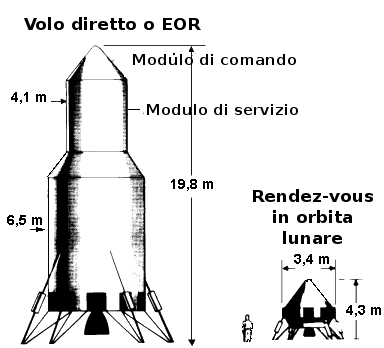
Comparazione delle dimensioni dei veicoli lunari in relazione al metodo di discesa (la taglia della soluzione LOR è sottostimata)

Quando il 25 maggio 1961 l'allora presidente degli Stati Uniti d'America John Kennedy annunciò al Congresso: "Credo che questa nazione debba impegnarsi per raggiungere l'obiettivo di far scendere un uomo sulla Luna e farlo tornare sano e salvo sulla Terra prima della fine di questo decennio", la valutazione dei tre scenari per raggiungere la Luna era ancora ad un livello poco avanzato. La NASA non aveva ancora realizzato un solo vero volo spaziale (il primo volo orbitale americano sarà quello del Mercury-Atlas 4 avvenuto il 13 settembre 1961) e non era in grado di stabilire le difficoltà tecniche che poteva comportare un rendezvous tra due navi spaziali. L'agenzia, inoltre, non sapeva neanche se gli astronauti avrebbero potuto sopportare lunghi soggiorni nello spazio e i suoi lanciatori avevano subito una serie di fallimenti. Tutto ciò imponeva una certa prudenza nelle scelte tecniche. La NASA era consapevole che la scelta dello scenario avrebbe condizionato le caratteristiche dei veicoli spaziali e dei lanciatori da sviluppare e che ogni ritardo nella decisione avrebbe pesato sulle possibilità di rispettare la scadenza. Nonostante ciò, i responsabili della NASA impiegarono più di un anno, tra studi e dibattiti, prima di decidere quale dei tre metodi adottare.
L'appuntamento in orbita lunare era inizialmente, nonostante le argomentazioni dettagliate avanzate dal suo difensore più ardente John Houbolt del Langley Research Center, la soluzione che aveva minori sostenitori. Agli occhi di molti responsabili della NASA questo scenario appariva istintivamente troppo rischioso. Se l'appuntamento tra modulo lunare e modulo di comando fosse fallito, gli astronauti a bordo del LEM non avrebbero avuto nessuna possibilità di ritornare sulla Terra e sarebbero stati condannati a rimanere indefinitamente in orbita intorno alla Luna. I vantaggi di questo scenario, in particolare il guadagno sulla massa complessiva (45 tonnellate contro le 70 per un volo diretto), venivano ignorati senza che si sviluppassero studi approfonditi. Houbolt arrivò addirittura ad inviare due lettere a Robert Seaman, numero due della NASA, pregandolo di fare in modo che il LOR fosse preso in considerazione e non fosse respinto solo sulla base di idee prive di valore scientifico.
Con il passare del tempo e con le difficoltà che si presentavano nella progettazione di un veicolo così pesante per atterrare sulla Luna, il LOR guadagnò di credibilità tanto che pure Wernher von Braun e il gruppo che dirigeva, forti sostenitori dell'appuntamento in orbita terrestre, si convinsero che il LOR fosse l'unica scelta possibile per rispettare la scadenza fissata dal presidente Kennedy.
Nell'estate del 1962 anche i principali responsabili della NASA si convinsero che lo scenario di appuntamento in orbita lunare fosse il migliore; solo il consigliere scientifico del presidente Kennedy, Jerome B. Wiesner, si dimostrò contrario. Nonostante ciò la scelta del LOR fu finalmente ratificata e le società aerospaziali statunitensi furono invitate a partecipare alla gara d'appalto per la costruzione del modulo lunare. La NASA stabilì a grandi linee le caratteristiche che questo modulo doveva possedere, come il tipo di propellente, la durata della missione (2 giorni), numero membri equipaggio (2 persone), la presenza di un sistema di navigazione e di controllo e le modalità di svolgimento di una missione di questo tipo. Molte forniture di accessori furono sotto il controllo diretto della NASA, come tute spaziali, computer di volo e strumentazione scientifica. La sicurezza dell'equipaggio doveva essere garantita al 99,9%, mentre il tasso di affidabilità del LEM venne fissato al 99,5%.

## La lunga fase di progettazione (1963-1964)

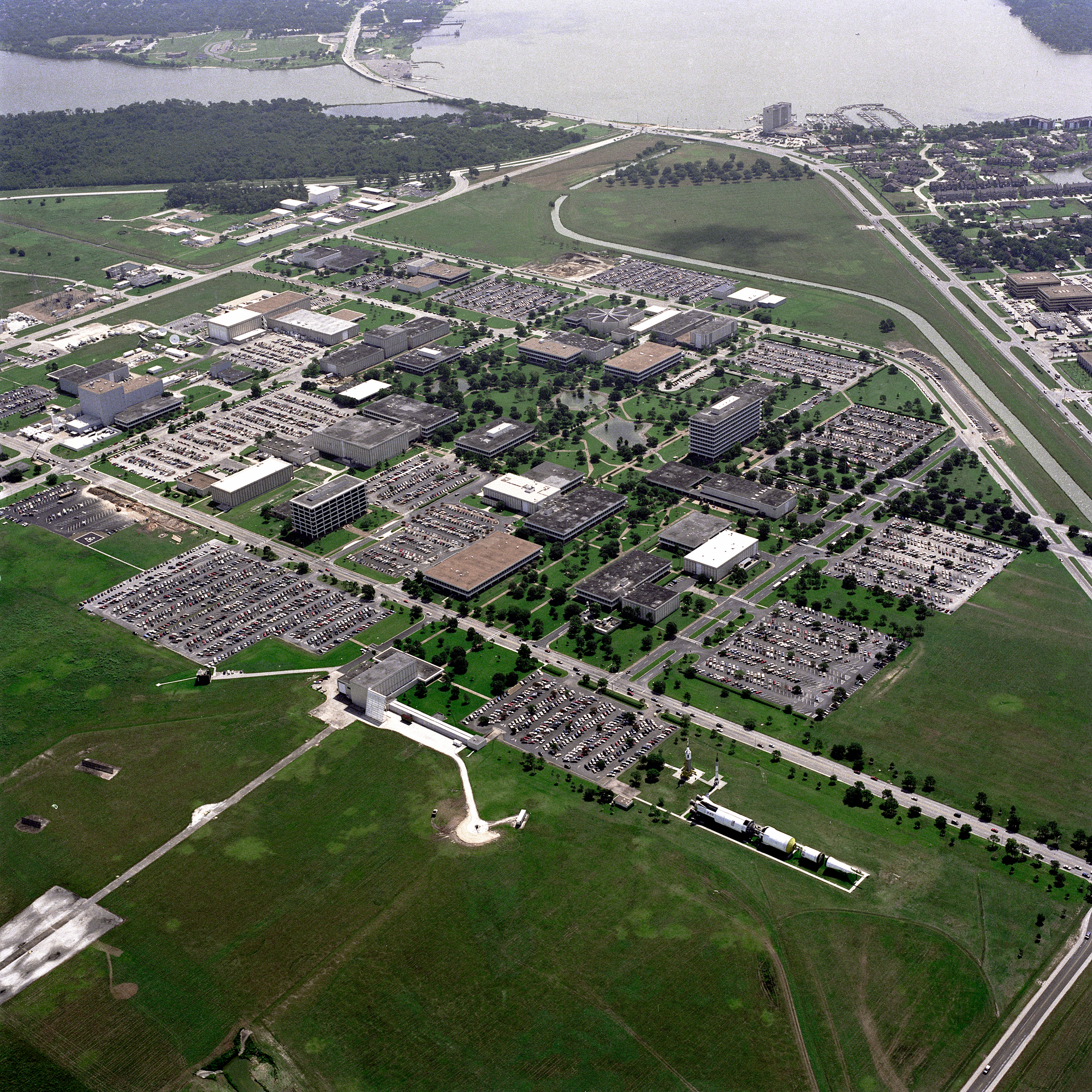
Vista del Lyndon B. Johnson Space Center

Il 7 novembre 1962 la Grumman Aircraft Engineering Corporation si aggiudicò la gara di appalto. Questa importante azienda aeronautica statunitense aveva già partecipato senza successo a molti bandi della NASA. Grumman volle inserirsi nel mercato aerospaziale tanto da mobilitare un notevole gruppo di ingegneri per lavorare al progetto del LEM prima ancora che la gara d'appalto avesse inizio. L'interlocutore della Grumman all'interno della NASA fu il centro per i voli con equipaggio dell'agenzia (Manned Spacecraft Center) che venne spostato al centro spaziale di Houston (oggi chiamato Lyndon B. Johnson Space Center).
Dopo una serie di negoziati, con l'obiettivo di definire la distribuzione dei compiti e delle procedure, la retribuzione della Grumman fu fissata a 385 milioni di dollari includendo un profitto di 25 milioni. Questo benché i contraenti avessero, all'epoca, soltanto una vaga idea della macchina da costruire. Il progetto partì così con il ritardo di un anno rispetto agli altri componenti del programma Apollo, in particolare del CSM. All'inizio del 1963, gli ingegneri della Grumman, basati a Bethpage, Long Island (Stato di New York), iniziarono a lavorare sull'architettura generale del modulo lunare. Nel corso dei primi confronti con la NASA, si delineò un veicolo spaziale di tre metri di diametro e di 4,5 metri di altezza, del peso di circa 11 tonnellate, composto da una parte abitabile che per dimensioni e forma ricordava la cabina di un elicottero.

### Lo stadio di ascesa viene profondamente rivisto

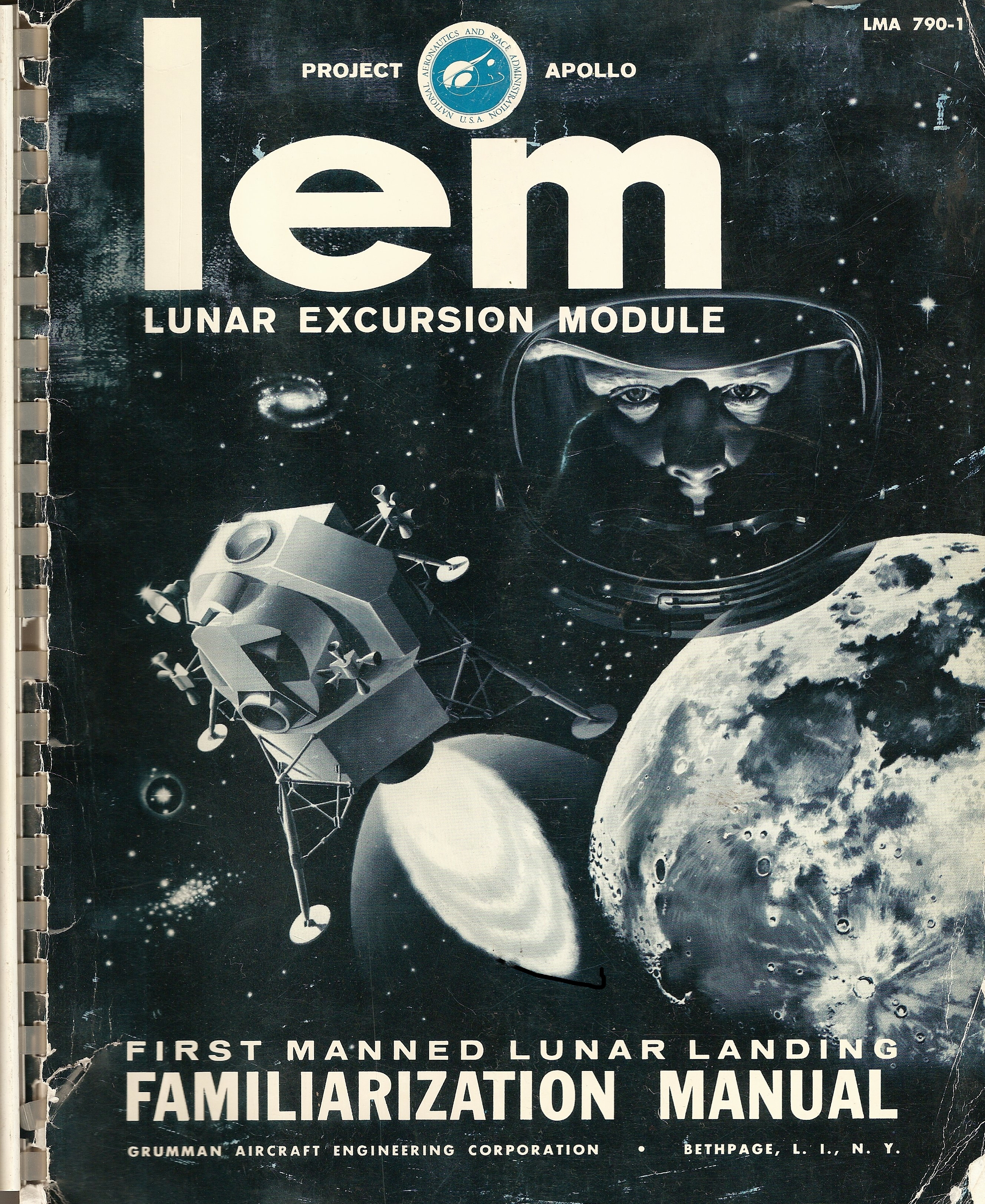
Manuale del LEM distribuito dalla Grumman ai suoi dipendenti nel 1964

Con l'avanzare degli studi molte delle caratteristiche dello stadio di ascesa furono riviste.
Gli ampi oblò che ricordavano, nella proposta di partenza, la disposizione convessa di una cabina d'elicottero vennero notevolmente rivisti. Questi oblò, studiati per garantire al pilota un'ottima visibilità, per ragioni di rigidità strutturale e di controllo termico vennero ridotti a due piccoli triangoli di vetro inclinati verso il basso e di ampiezza pari a solo il 10% della superficie del progetto iniziale.
Inizialmente erano previste due possibilità di aggancio al CSM: un boccaporto messo al vertice del modulo di ascesa, utilizzabile prima dello sbarco sulla Luna, e uno situato sulla parete frontale utilizzato al ritorno in occasione dell'appuntamento orbitale lunare, al fine di permettere al pilota di controllare a vista la fase di aggancio tramite l'oblò. Per risparmiare peso, venne aggiunto un piccolo oblò nella parte superiore dello stadio di ascesa per permettere di utilizzare il boccaporto superiore anche al ritorno.
I propellenti utilizzati dai motori del LEM avevano una massa diversa. Per consentire una ripartizione simmetrica del peso si decise di distribuire ogni tipo di propellente in due serbatoi. Questa soluzione venne inizialmente presa in considerazione per entrambi gli stadi ma successivamente si decise di adottarla solo nello stadio di discesa. Nello stadio di ascesa, invece, ciascun tipo di propellente era conservato in un solo serbatoio e il problema della ripartizione del peso venne risolto posizionando i due serbatoi a distanze diverse rispetto all'asse di spinta del motore. Questa disposizione ha dato un aspetto chiaramente asimmetrico al design dello stadio di ascesa.
Per economizzare ulteriormente sul peso e sul volume della cabina, i sedili degli astronauti vennero sostituiti da cinture che li mantenevano saldi durante le fasi di assenza di peso o di forte accelerazione. Questa soluzione permise al pilota, posizionato più vicino all'oblò (in una posizione che a Charles Conrad ricorda quella di un conducente di tram), di avere una migliore visibilità sull'esterno.
Per il posizionamento dell'equipaggiamento vennero studiate due soluzioni: all'interno della cabina pressurizzata, a portata di mano degli astronauti, oppure all'esterno. La soluzione scelta alla fine fu un compromesso tra le due. Inoltre, dato che il LEM doveva operare esclusivamente nel vuoto lunare, ogni considerazione progettuale relativa alla aerodinamicità venne accantonata a favore del massimo sfruttamento del volume pressurizzato. La forma risultante, inconsueta secondo i canoni classici del disegno aeronautico, fa guadagnare al LEM i nomignoli di insetto e ragno.
Queste e altre modifiche hanno dato alla cabina forme così contorte che, in alcuni casi, gli ingegneri di Grumman scelsero di assemblare gli elementi della struttura del LEM con rivetti invece che con saldature, con grande contrarietà dei dirigenti della NASA che dubitavano della tenuta della cabina pressurizzata.
Nel maggio 1963 molte caratteristiche importanti non erano ancora definite e la massa del modulo lunare continuò a crescere. Tuttavia, l'evoluzione prevedibile della potenza del razzo Saturn V dette del margine poiché questo era già in grado di portare un modulo lunare di 13 tonnellate contro le 9 previste all'inizio della gara d'appalto.

### Il suolo lunare, questo sconosciuto

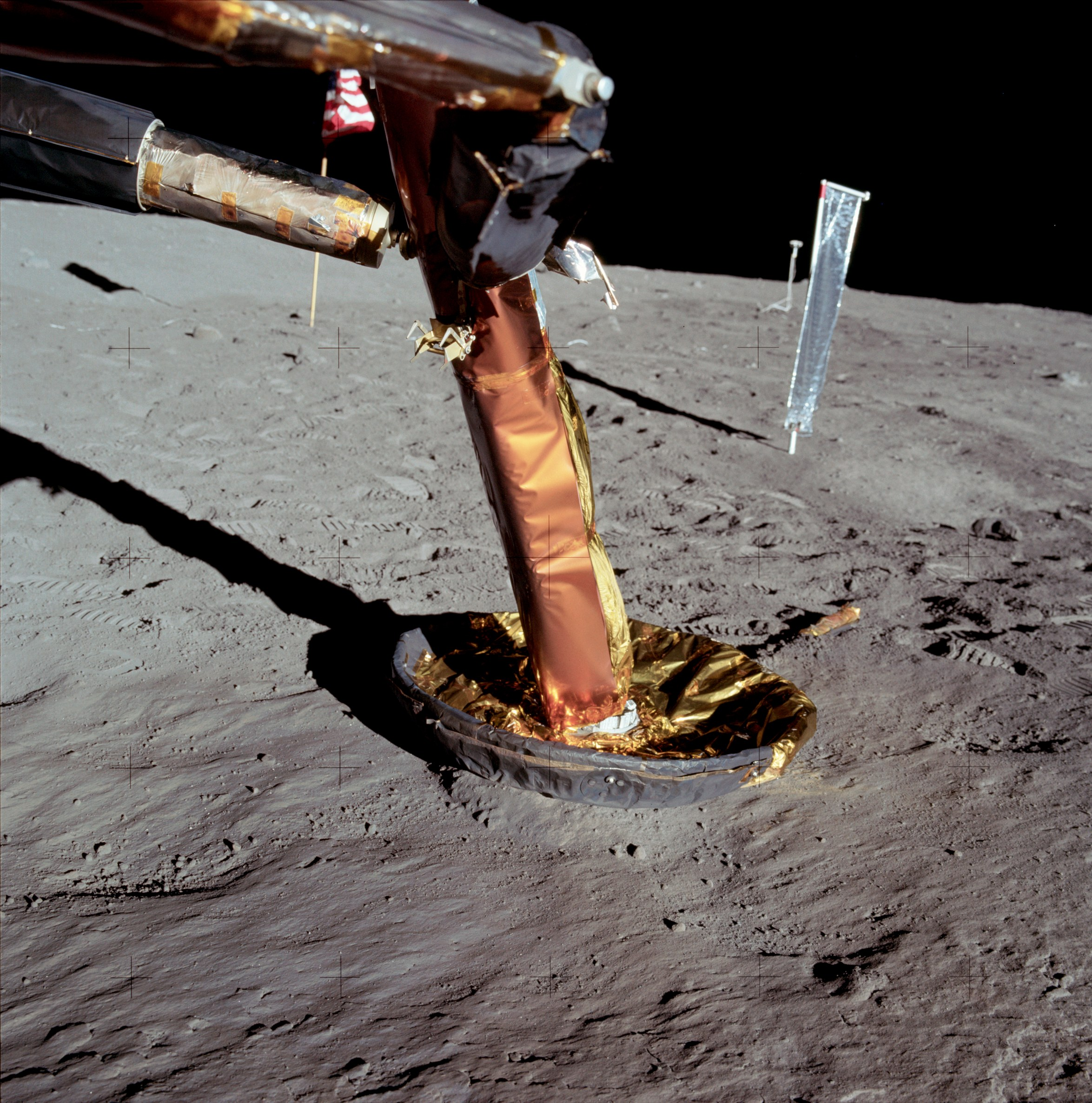
Particolare di una "gamba" del LEM sul suolo lunare

Poiché, nel 1966, gli ingegneri non disponevano di dati precisi sulla consistenza del suolo lunare, la configurazione del sistema di allunaggio fu oggetto di un acceso dibattito. Nel dubbio la NASA modificò le specifiche iniziali, chiedendo alla Grumman di aumentare il diametro dei piatti situati all'estremità delle gambe del LEM, portandoli da 22 a 91 cm. Questa nuova configurazione però comportò nuovi problemi, non riuscendo più ad entrare nello Spacecraft Lunar Module Adapter (SLA) del razzo Saturn V. Per risolvere questo problema, progettò un sistema di atterraggio retrattile che veniva aperto dopo che il LEM era estratto dal razzo. Sempre per ragioni di ingombro venne anche ridotto il numero di "gambe" che passa da 5 a 4. Si era anche pensato di ridurre il numero di gambe a 3 ma quest'ultima soluzione venne ben presto abbandonata perché la rottura di una sola gamba, durante la fase di atterraggio, avrebbe comportato l'impossibilità di decollo dalla Luna condannando gli astronauti a morte certa.

### Motori di nuova concezione

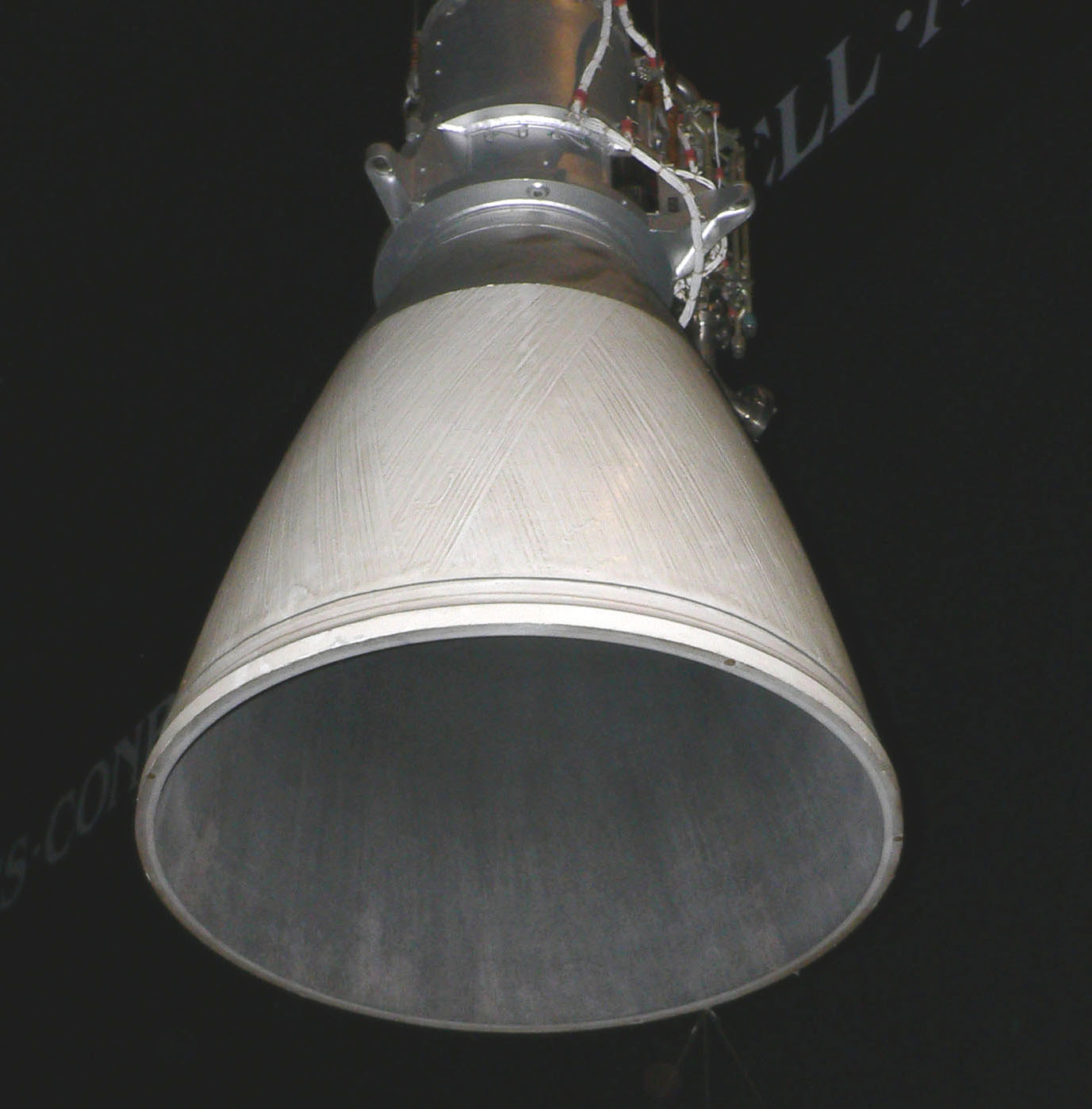
Ricostruzione del motore del LEM

Il modulo lunare doveva poter contare su 2 endoreattori (uno per stadio) di nuova concezione e di 16 piccoli razzi di assetto raccolti in gruppi di 4 e situati esclusivamente sullo stadio di ascesa. Il motore dello stadio di discesa aveva caratteristiche che lo facevano la più grande innovazione tecnica, nel campo dei motori, di tutto il programma Apollo. Per poter far posare dolcemente il LEM sulla Luna, la spinta del motore doveva essere sia orientabile che modulabile. La direzione della spinta poteva variare al massimo di 6 gradi rispetto all'asse verticale, mentre la forza poteva essere regolata in un intervallo compreso tra i 4,7 e 43,9 kilonewton.
Per limitare i rischi la Grumman chiese a due diverse industrie di costruire un prototipo del motore, in modo da poter selezionare alla scadenza il progetto migliore. La società Rocketdyne propose di regolare la potenza di spinta grazie all'iniezione di un flusso di elio, mentre la Space Technology Laboratories (STL) scelse di fare variare il flusso del carburante attraverso un sistema di valvole e un iniettore a superficie variabile. All'inizio del 1965 le due aziende avevano ottenuto risultati abbastanza simili: la Grumman scelse il progetto della Rocketdyne ma la NASA intervenne imponendo la scelta del progetto della STL, in modo che la Rocketdyne potesse concentrarsi sugli studi che stava conducendo nel programma Gemini.

### La complessa elettronica di bordo

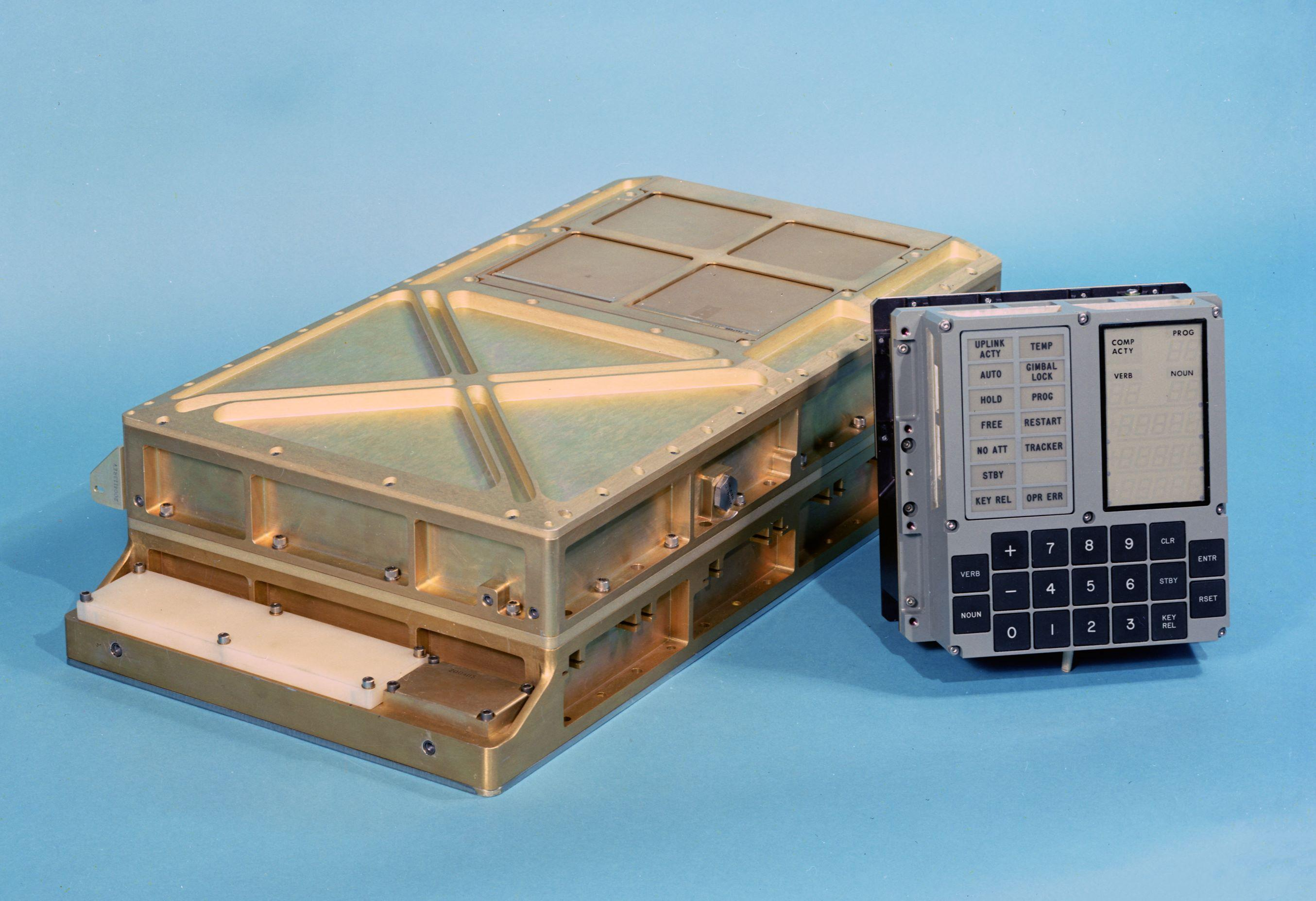
Il computer AGC presente anche nel modulo di comando

Al lancio del progetto Apollo la NASA ritenne di primaria importanza che l'equipaggio potesse calcolare i complessi parametri di volo senza dipendere dai computer situati sulla Terra.
In orbita lunare occorreva infatti tenere conto del tempo di latenza che intercorre tra le comunicazioni Terra-Luna (circa 3 secondi tra andata e ritorno). Questi tempi, anche se brevi, non erano adatti alla necessità di reagire rapidamente, cosa che la fase di discesa verso il suolo lunare comportava. Inoltre bisogna tenere conto dei problemi di comunicazione che potevano verificarsi.
Per rispondere a queste necessità venne previsto che il modulo lunare disponesse di un complesso sistema di navigazione e controllo, denominato Primary Guidance, Navigation and Control System (PGNCS). Il PGNCS comprendeva vari elementi, tra cui un sistema di navigazione inerziale e un computer denominato Apollo Guidance Computer (AGC). L'AGC aveva il compito, grazie al software di navigazione in grado di elaborare i dati in tempo reale, di determinare la posizione del LEM nello spazio, il calcolo della rotta da seguire e il funzionamento dell'autopilota (forza e direzione della spinta dei motori). La NASA, che seguiva direttamente il progetto, pretese che il sistema, fornito dal Massachusetts Institute of Technology (MIT) ed installato già nel modulo di comando, fosse installato anche nel LEM, nonostante la Grumman si fosse opposta. Il MIT aveva già maturato esperienza di elaboratori imbarcati a bordo di sonde spaziali. La prima versione dell'AGC, prodotta nel 1963, è un'estrapolazione di quello utilizzato nei missili Polaris. Per diminuire il peso ed accelerare il tempo di elaborazione, il MIT decise di sostituire i transistor con circuiti integrati. La fabbricazione dei circuiti integrati all'epoca era appena iniziata (nel 1961) e la loro affidabilità non era ancora dimostrata. Il MIT acquisì all'epoca il 60% della produzione mondiale di circuiti integrati per la realizzazione degli elaboratori delle varie missioni Apollo.
La messa a punto del sistema di navigazione e di controllo, fortemente interfacciato con gli altri sottosistemi del LEM, fu lunga e difficile; occorrerà che la NASA si dedichi con energia alla gestione delle relazioni tra il fabbricante del LEM e il suo subappaltatore MIT per risolvere alcuni problemi entro i termini prescritti. L'autonomia voluta grazie al sistema di navigazione e di controllo risulterà nella pratica inferiore alle aspettative, perché solo il centro di controllo di Houston sarà in grado di elaborare, con sistemi di calcolo molto più potenti, i principali parametri della rotta della navetta.
L'elaboratore di bordo svolgeva, tuttavia, un ruolo essenziale per il controllo dei motori, per la gestione di numerosi sottosistemi e questo gli valse il soprannome di quarto uomo dell'equipaggio. Senza l'elaboratore, gli astronauti non avrebbero potuto allunare con il LEM, poiché solo così si poteva ottimizzare sufficientemente il consumo di combustibile con i piccoli margini disponibili.
Il primo sistema embedded moderno fu così l'Apollo Guidance Computer, sviluppato da Charles Stark Draper al MIT Instrumentation Laboratory. Per ogni volo lunare ne veniva utilizzato uno nell'orbiter CSM (modulo di comando e servizio) ed un altro identico nel LEM, entrambi incaricati di gestire il sistema di guida inerziale.
Al momento della concezione, l'Apollo Guidance Computer era considerato uno dei più rischiosi sistemi facenti parte dell'intero programma Apollo. L'utilizzo dei nuovi circuiti integrati monolitici, per ridurne le dimensioni e il peso, aumentava considerevolmente il rischio di malfunzionamento.

### Parola d'ordine: affidabilità

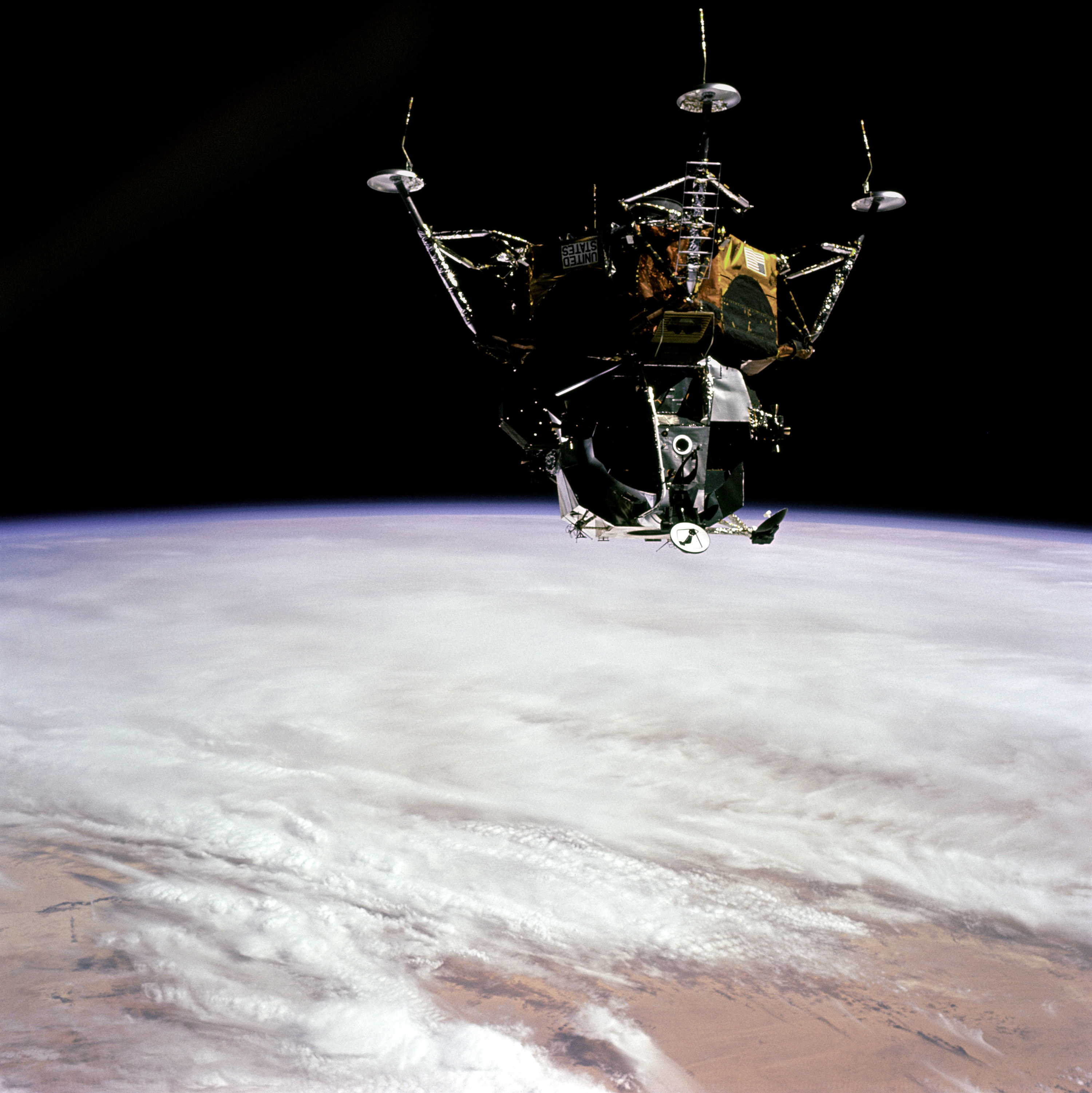
Il LEM in orbita terrestre durante Apollo 9

Portare degli astronauti sulla Luna rappresentava un'impresa molto più rischiosa rispetto ai voli spaziali in orbita terrestre, dove, anche in caso di gravi incidenti, il ritorno a terra è garantito da una breve spinta dei retrorazzi. Una volta che si era arrivati in orbita lunare, o peggio ancora sul suolo lunare, il ritorno degli astronauti sulla Terra richiedeva che tutti i principali sottosistemi del LEM risultassero pienamente operativi. I compiti per i quali il LEM era stato progettato lo rendevano un sistema complesso, quindi maggiormente suscettibile di malfunzionamenti. La NASA comprensibilmente fu fin dall'inizio molto sensibile ai problemi riguardanti l'affidabilità del LEM.
Come sul modulo di servizio, i propellenti liquidi usati per alimentare i motori erano di tipo ipergolico, ossia bruciavano spontaneamente nel momento in cui comburente e combustibile venivano messi a contatto, riducendo notevolmente le possibilità di difetti di accensione. Essi venivano tenuti in pressione ricorrendo all'elio che eliminava la necessità di ricorrere a delicate turbopompe. All'epoca non si era in grado di ricorrere all'uso di combustibili criogenici (ossigeno/idrogeno) più efficienti, ma il cui stoccaggio ed uso sarebbe risultato più difficile.
Per raggiungere il tasso di affidabilità necessario, la NASA decise in un primo momento di dare agli astronauti la possibilità di riparare i componenti danneggiati direttamente nello spazio. Questa scelta però presupponeva di addestrare gli astronauti sul funzionamento di numerosi e complessi sistemi, di dover portare in volo attrezzi e parti di ricambio (aumentando quindi il peso del velivolo) e di rendere facilmente accessibili i componenti da riparare rendendoli più vulnerabili a umidità e sporco. La NASA rinunciò a questa soluzione nel 1964 e decise di integrare nel progetto del veicolo soluzioni in grado di fornire un'alternativa per ogni avaria che poteva ragionevolmente verificarsi. In caso di guasto ai componenti di vitale importanza, i sistemi di emergenza dovevano poter sostituire quelli in avaria. Così, ad esempio, il sistema di navigazione (computer + sistema inerziale) disponeva di un sistema di emergenza sviluppato da un altro produttore al fine di evitare che lo stesso difetto software potesse pregiudicare il funzionamento di entrambi i sistemi. I 4 gruppi di motori adibiti al controllo dell'assetto erano organizzati in 2 gruppi, ciascuno dei quali poteva assolvere il proprio compito in modo indipendente. I sistemi di regolazione termica e i circuiti d'alimentazione elettrica erano ridondanti. L'antenna per le telecomunicazioni in banda S poteva, in caso di necessità, essere sostituita da 2 antenne più piccole.
Non tutti i sistemi però potevano essere raddoppiati; per esempio non esistevano soluzioni per riparare un eventuale guasto al motore: solo test realizzati con il massimo del realismo potevano permettere di raggiungere il tasso d'affidabilità richiesto. Soluzioni tecniche più conservatrici ma già ampiamente testate erano state prese in considerazione: era il caso dell'energia elettrica (scelta delle batterie), dei circuiti elettrici (furono scelti sistemi esistenti già standardizzati e testati) come pure per l'elettronica di bordo (i circuiti integrati, benché inseriti negli elaboratori, non furono adottati per il resto dei sistemi elettronici).
Secondo Neil Armstrong, i responsabili del progetto avevano calcolato che ci sarebbero state circa 1000 anomalie possibili per ogni missione Apollo (razzo vettore, CSM e LEM), cifra estrapolata dal numero di componenti e dal tasso d'affidabilità imposto ai produttori. Le anomalie risulteranno in media 150; Armstrong attribuisce ciò al coinvolgimento eccezionalmente forte delle persone che hanno lavorato sul progetto. Nessuno dei guasti del LEM impedirà, comunque, agli equipaggi Apollo di raggiungere i loro obiettivi.

### L'approvazione del progetto
Non meno di 5 modelli più o meno completi sono realizzati da Grumman tra il 1963 ed il 1964 (ultimo M5 nell'ottobre 1964) per mettere a punto e fare approvare dalla NASA le specifiche del modulo lunare.

## Costruzione e test (1965-1967)
La costruzione dei moduli lunari iniziò nel 1965 e riguardò sia i moduli operativi sia le versioni utilizzate per test sulla Terra denominati Lunar module Test Article (LTA). La produzione del modulo lunare incontrò diversi problemi soprattutto in termini di peso eccessivo e di qualità che finirono per minacciare l'intero programma Apollo. L'incendio dell'Apollo 1 e il ritardo che comportò permise al LEM di essere quindi pronto nel momento giusto.

### Moduli lunari prodotti

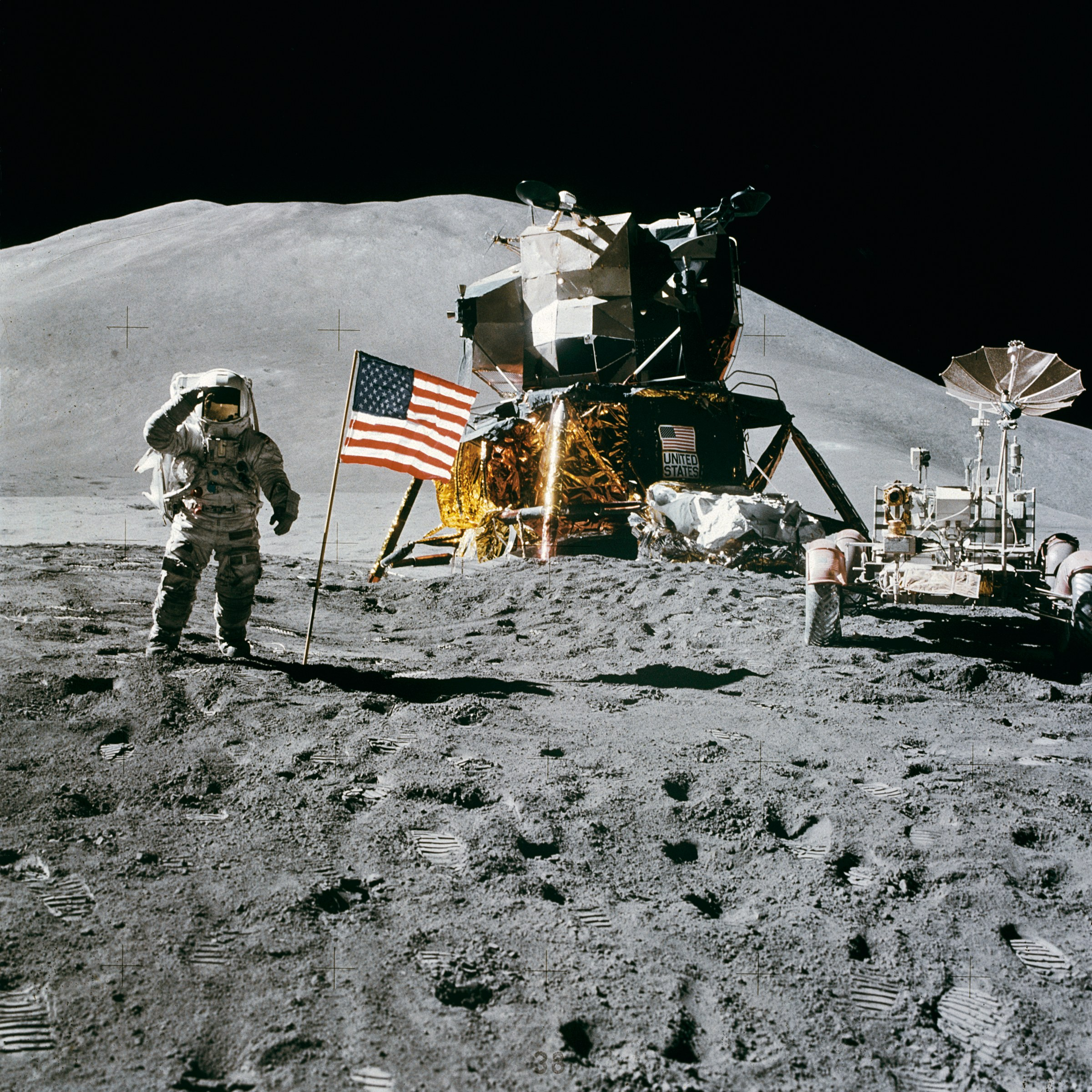
Il LEM sulla Luna durante la missione Apollo 15

In tutto vennero costruiti 15 moduli lunari operativi:
- LM-1, LM-3 e LM-4, utilizzati nelle prove in volo
- LM-2 e LM-9, non volarono mai
- LM-5, LM-6, LM-8, LM-10, LM-11, LM-12, atterrati sulla Luna
- LM-7, non raggiunse la Luna per l'avaria in volo verificatasi nella missione Apollo 13
- LM-13, LM-14 e LM-15, rimarranno incompiuti a causa dell'interruzione del programma Apollo

Furono inoltre prodotti dalla Grumman due simulatori statici.

### Sforamento di bilancio
All'inizio del 1965 i principali dubbi riguardo alla progettazione erano stati superati, la produzione dei sottosistemi e i primi test erano iniziati. Ora era necessario affrontare i problemi di bilancio e la gestione della metodologia dei test. Nel 1965, l'intero programma Apollo si trovava di fronte a una diminuzione del bilancio preventivato ma i costi dei vari moduli erano in procinto di aumentare. La NASA rinegoziò il contratto con la Grumman per includere clausole al fine di non sforare dal bilancio preventivato, ora fissato a 1,42 miliardi di dollari.

### Problemi di peso eccessivo
Nel 1965 i progettisti del modulo lunare avevano ancora un'idea piuttosto vaga su quale peso finale avesse raggiunto il LEM; il limite dei 13.300 kg, imposto dalle performance del razzo Saturn V, venne rapidamente superato. Alcune contromisure, come la rinuncia al radar d'appuntamento a favore di un sistema di puntamento ottico (ma gli astronauti alla fine otterranno l'installazione del radar), non risultarono sufficienti. Thomas J. Kelly, capoprogetto della Grumman, consapevole del fatto che il LEM nella sua versione finale avrebbe potuto non rientrare nei limiti imposti, lanciò nel corso dell'estate del 1965 un programma dedicato alla caccia alle eccedenze di peso. Questi sforzi si tradussero in un alleggerimento del LEM complessivo di 1.100 kg, ottenuto soprattutto grazie alla sostituzione degli schermi termici rigidi situati nei pressi dei motori con un materiale costituito da strati alternati di alluminio e mylar. Ma questi alleggerimenti, indebolendo la struttura, renderanno la costruzione e la gestione del LEM molto delicata.

### Un fitto calendario
Grumman incontrò molti problemi di produzione che influirono sul calendario di consegna: il controllo dei numerosi subappaltatori non era abbastanza stretto, le prove realizzate si rivelarono insufficienti tenuto conto della complessità del veicolo. La messa a punto del motore di discesa incontra seri problemi (erosione dell'iniettore) che il costruttore non può correggere. Alla fine del 1966 il LM-1 e il LM-2 sono in fase di collaudo da parte del fabbricante, mentre il LM-3 e il LM-7 si trovano in fasi diverse di costruzione.
Nel 1967 e fino al giugno 1968 il motore dello stadio di discesa progettato dalla Bell ha problemi di instabilità che inducono la NASA a far sviluppare un nuovo iniettore dalla Rocketdyne.

### Problemi di qualità
L'incendio della capsula Apollo 1 (27 gennaio 1967) causato da un cortocircuito in atmosfera di ossigeno puro non comporta nessuna revisione al progetto del modulo lunare. Vengono invece riviste in aumento le esigenze di qualità dalla NASA e ciò richiede la modifica di alcuni componenti. Il calendario di marcia del programma Apollo viene fatto slittare di 19 mesi permettendo così al LEM di recuperare una parte del ritardo accumulato. Nei primi mesi del 1968 tracce di corrosione vengono scoperte nella struttura in lega dall'alluminio del LEM: vengono disposti rafforzamenti specifici e un cambiamento di lega per i futuri LEM ancora da costruire. Sempre nel 1968, il cablaggio elettrico si rivela troppo fragile ed incline a rotture.

### La preparazione al volo lunare: i programmi Ranger, Pegasus, Lunar Orbiter, Gemini e Surveyor

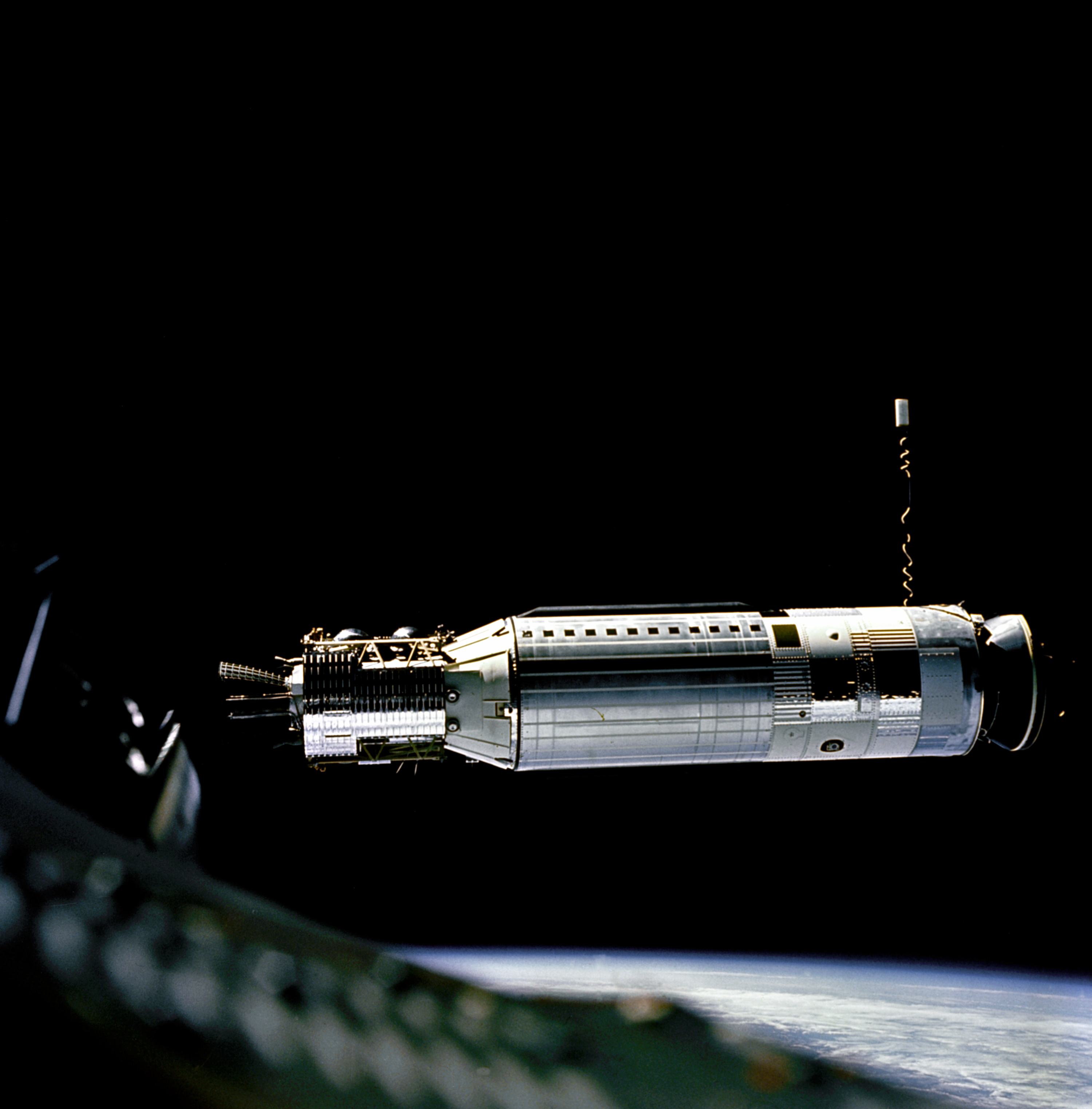
Agena dal Gemini 8

Parallelamente al programma Apollo, la NASA lanciò altri programmi spaziali allo scopo di convalidare le scelte fatte e permettere di preparare le future missioni lunari. Nel 1965 3 satelliti Pegasus vennero messi in orbita da un razzo Saturn I per valutare il pericolo rappresentato dai micrometeoriti. I risultati furono utilizzati per dimensionare la protezione dei veicoli spaziali delle missioni Apollo. Le sonde del programma Ranger, lanciate tra il 1961 il 1965, dopo la lunga serie di fallimenti avvenute nei primi anni riportarono, a partire dalla fine 1964, una serie di fotografie di buona qualità della superficie lunare che permisero di scegliere le zone di allunaggio.
Il programma Lunar Orbiter, composto da 5 sonde messe in orbita attorno alla Luna tra il 1966 e il 1967, completò questo lavoro: si ottenne una copertura fotografica del 99% della superficie della Luna, venne determinata la frequenza degli impatti di micrometeoriti sulla luna e l'intensità dell'irradiazione cosmica. Il programma permise anche di testare il funzionamento della rete di telemetria: le misure effettuate determinarono che il campo gravitazionale lunare, contrariamente a quello della Terra, non è omogeneo e ciò rende pericolose le orbite con perigeo a bassa altitudine. Il fenomeno sottovalutato abbasserà a 10 km il perigeo del LEM dell'Apollo 15 quando il limite di sicurezza era stato fissato a 15 km. La tecnica del rendezvous orbitale, alla base della creazione del LEM, venne provato con successo nello spazio dall'equipaggio di Gemini 8, che il 16 marzo 1966 effettuò con successo il rendezvous con l'Agena Target Vehicle. Il 2 giugno dello stesso anno, la sonda Surveyor 1 effettuò il primo atterraggio morbido sulla Luna, fornendo preziose informazioni sulla consistenza del suolo. Le informazioni raccolte rassicurarono molto gli addetti ai lavori in quanto il suolo lunare risultò essere relativamente stabile.

### L'addestramento dei piloti del LEM: i simulatori di volo

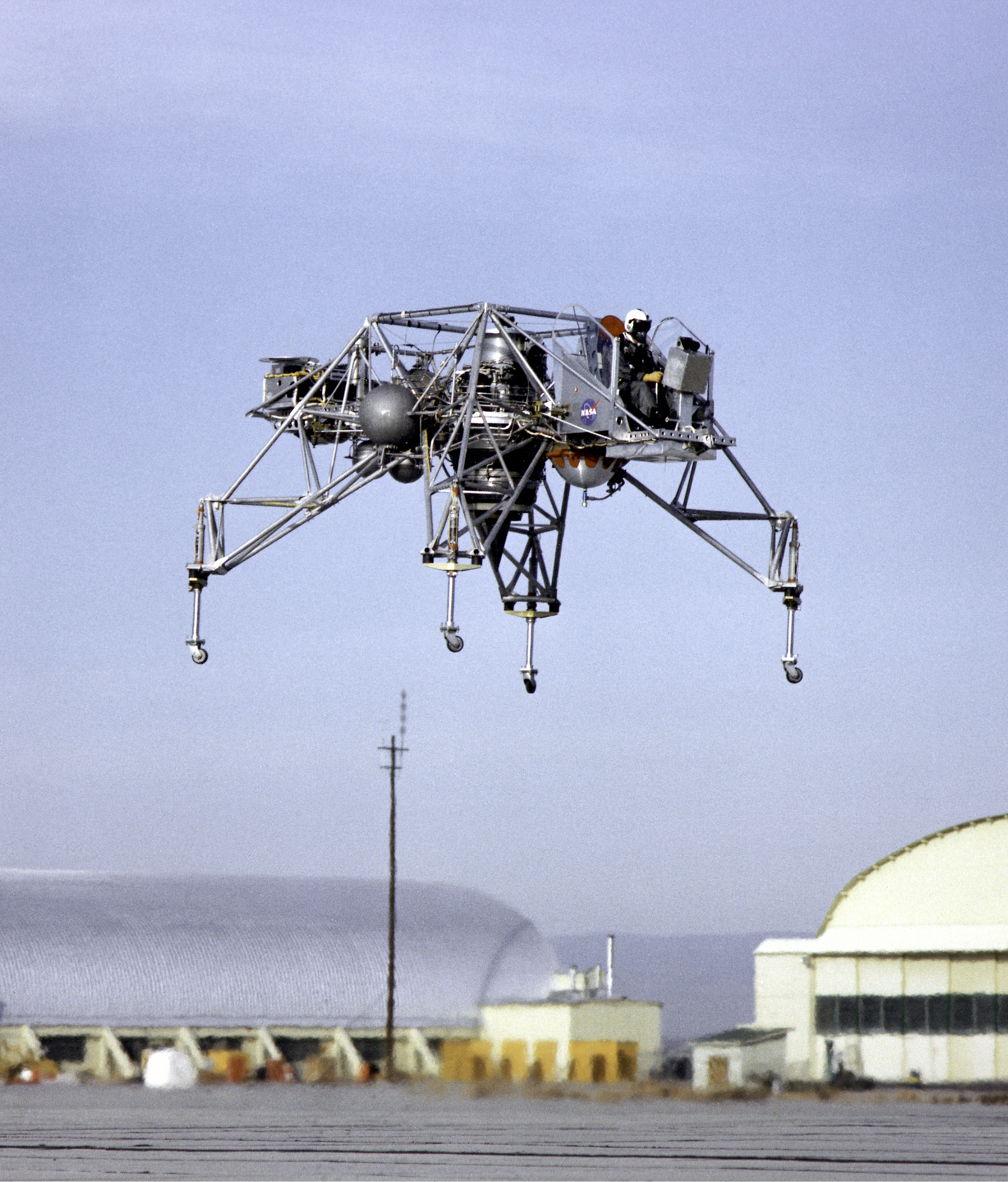
Il LLRV è un simulatore di volo che riproduce il comportamento del LEM in gravità lunare

La fase finale dell'allunaggio è una manovra difficile: per motivi di peso il combustibile disponibile era molto ridotto (nelle varie missioni Apollo, resterà tra il 3% e il 6% di combustibile nei serbatoi del LEM all'atterraggio ossia circa 2 minuti di volo al massimo) ed occorreva trovare in un suolo lunare costellato di crateri e di blocchi di pietra, una zona sufficientemente priva di asperità in modo che il LEM non si inclinasse al momento dell'atterraggio e da cui potesse successivamente decollare (questo richiedeva che ci fosse meno del 20% di pendenza). La velocità verticale ed orizzontale all'atterraggio doveva essere limitata per evitare che le gambe del LEM si rompessero o che il complesso si ribaltasse, entrambe le cose avrebbero condannato l'equipaggio. Al pilota si richiese anche notevole precisione: ogni missione si prefiggeva lo scopo di far atterrare il LEM in una zona specifica scelta in anticipo per il suo interesse geologico. Alcune missioni dovettero fare i conti anche con altri problemi: una luminosità intensa che rese difficile il riconoscimento dei rilievi e, nella fase finale (a partire da 30 metri di altitudine per Apollo 15), la polvere sollevata dal getto del motore-razzo che impedì di distinguere chiaramente i rilievi e di determinare la velocità orizzontale residua. Padroneggiare la guida di un tale velivolo senza fare errori e senza mai averlo potuto provare in una situazione reale richiese un addestramento intensivo a terra.
A questo scopo furono realizzati e messi a disposizione degli astronauti tre diversi tipi di simulatori di volo, grazie ai quali fu possibile ricreare, in condizioni di relativa sicurezza, molte delle difficoltà che poi si sarebbero dovute affrontare sulla Luna:
- Un simulatore fisso che permise agli astronauti di controllare le procedure normali e di urgenza e di atterrare nel sito scelto per la missione: a questo scopo, il pilota disponeva d'una vista filmata da una macchina fotografica che sorvolava un modello in 3 dimensioni della località scelta.
- Un modello di modulo lunare sospeso ad un cavalletto sopra un terreno realizzato come la superficie della luna.
- Una macchina che volava completamente libera, denominata Lunar Landing Research Vehicle (LLRV), il cui comportamento in volo riproduceva quello del modulo lunare. Questo avveniva grazie alla spinta di un motore a turboventola montato verticalmente in un giunto cardanico e controllato da un elaboratore, con l'aiuto di comandi di volo elettrici che annullavano in modo apparente 5/6 della gravità terrestre. Delle cinque copie realizzate dell'LLRV, tre vennero distrutte nel corso di voli di addestramento. In nessuno dei tre incidenti vi furono vittime anche se in uno di questi rimase coinvolto Neil Armstrong che sfuggì alla morte per un soffio.

## Specifiche del modulo lunare

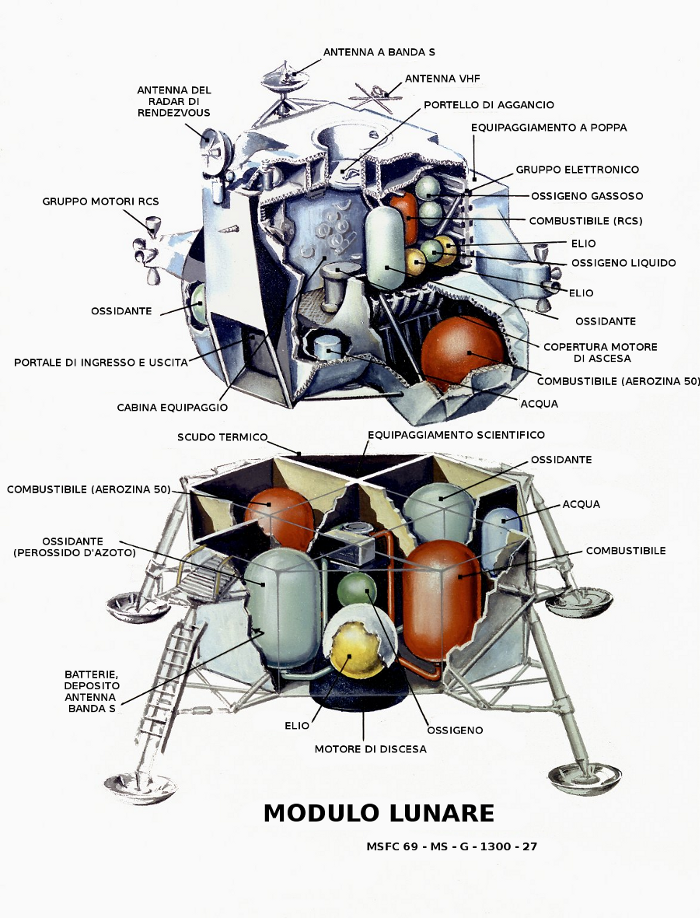
Schema del LEM

Il modulo lunare è composto da due distinte parti dette stadi: lo stadio di discesa permette di atterrare sulla Luna e allo stesso tempo funge da rampa di lancio allo stadio di ascesa che riporta gli astronauti sul CSM alla fine del loro soggiorno sulla Luna. La struttura del modulo lunare è, in gran parte, realizzata con una lega di alluminio scelto per la sua leggerezza. Le varie parti sono generalmente saldate tra esse ma a volte anche rivettate.
Il modulo deve volare soltanto nel vuoto spaziale: gli ingegneri quindi non sono vincolati dalla ricerca dell'aerodinamicità potendo quindi eliminare tutte le sovrastrutture inutili ed aumentare il volume pressurizzato. La forma risultante, esteticamente poco attraente, valse al modulo lunare i soprannomi di "insetto" (bug) e "ragno" (spider).
I vari sottosistemi del LEM si possono suddividere in:
- Guidance, Navigation and Control Subsystem (GN&CS) PGNCS AGS e CES
- Radar Subsystem
- Main propulsion Subsystem
- Reaction Control
- Electrial Power Subsystem
- Environmental Control Subsystem
- Communication Subsystem
- Explosive Devices Subsystem
- Istrumentation Subsystem

### Lo stadio di discesa
Il corpo dello stadio di discesa aveva una massa compresa tra i 2.000 e i 2.700 Kg (a seconda delle versioni) a cui vanno aggiunti tra i 7.900 - 8.350 kg di propellente e comburente ripartito indicativamente in 5.000 kg di tetrossido di diazoto per il comburente ossidante e 3.000 kg di idrazina 50 come propellente ipergolico. Il modulo, che aveva una massa totale quindi compresa tra 10.000 - 11.000 kg aveva la base del telaio a forma ottagonale di 4,12 metri di diametro e di 1,65 metri di altezza. La struttura è costituita da 2 paia di pannelli paralleli riuniti a forma di croce che delimitano cinque compartimenti quadrati, e quattro compartimenti triangolari. Il corpo piano è avvolto in molti strati di pellicole di materiali per l'isolamento termico. Questa protezione è maggiore nei pressi dell'ugello di scarico del motore di discesa. La sottile pellicola color oro, comunemente ed erroneamente chiamata "stagnola" perché visivamente rassomigliante, che ricopre il corpo dello stadio di discesa e le 4 gambe è kapton, uno dei tanti neomateriali creati per l'occasione dalla Dupont per la Nasa.
La funzione principale dello stadio di discesa è di portare il LEM dall'orbita lunare alla superficie lunare. A questo scopo dispone di un propulsore chiamato DPS (Discending Propulsor System) con spinta modulabile e orientabile. La sua spinta massima era di circa 45 KN. La modulazione della spinta permetteva di ottimizzare la discesa per un allunaggio delicato: teniamo presente che il modulo, nelle fasi di allunaggio si era fortemente ridotto di massa dovuto ai consumi del propellente. I serbatoi dell'Idrazina e del tetrossido di diazoto erano in 4 serbatoi messi nei compartimenti quadrati situati ai 4 angoli della struttura. Il motore si trova nel compartimento quadrato centrale.
Il secondo ruolo dello stadio di discesa è di trasportare tutte le attrezzature e i materiali di consumo che possono essere abbandonati sulla Luna alla fine del soggiorno, cosa che permette di limitare il peso dello stadio di ascesa. I 4 compartimenti triangolari delimitati dalla struttura ottagonale contengono:
- serbatoi del propellente utilizzato durante la fase di discesa e i serbatoi per il soggiorno sulla Luna (ossigeno, acqua);
- batterie elettriche;
- attrezzature scientifiche. Le attrezzature imbarcate dipendono dalle missioni ma comprendono sempre almeno un Apollo Lunar Surface Experiments Package (ALSEP) che raccoglie diversi strumenti che utilizzano la stessa fonte di energia (un generatore termoelettrico a radioisotopi) ed un sistema di telecomunicazioni che comunica i dati raccolti al centro di controllo sulla Terra. Fra i vari strumenti dell'ALSEP ci sono sismometro, magnetometro, spettrometro, stazione meteorologica, collettori di particelle;
- attrezzi: martello, trapano...
- veicoli lunari: carrello da trainare a mano per Apollo 14 e rover lunare dalla missione Apollo 15 in avanti.

#### Il carrello di atterraggio

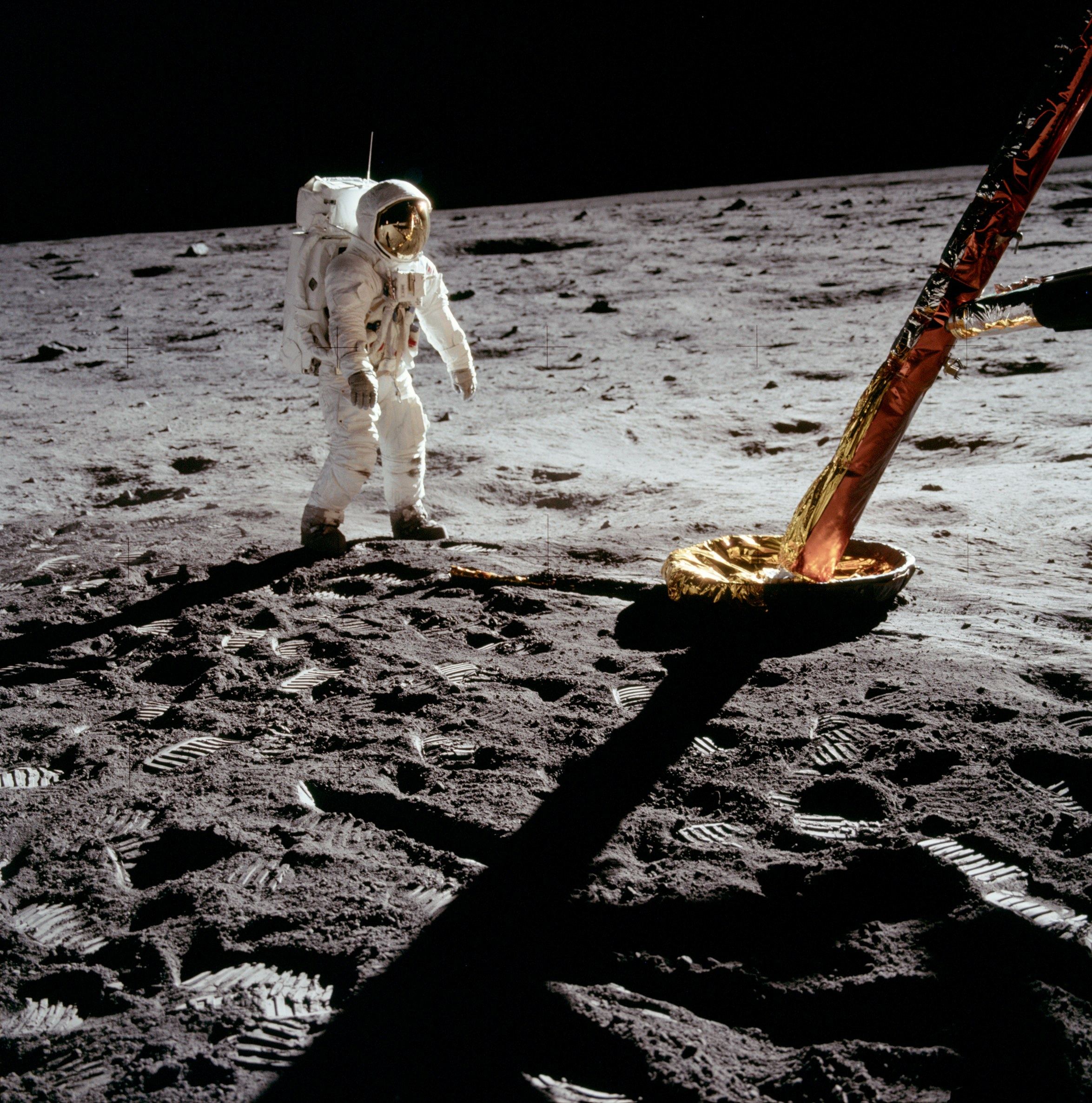
Aldrin vicino ad una "gamba" del LEM

Per posarsi sul suolo lunare lo stadio di discesa dispone di un carrello di atterraggio, composto da una struttura a traliccio a cui sono fissate 4 gambe telescopiche. Ogni gamba termina con un'ampia suola del diametro di 94 centimetri, concepita per garantire maggiore stabilità ed evitare che il veicolo sprofondi troppo nel suolo. Strutture a nido d'ape, situate al livello delle gambe e delle suole, si schiacciano al momento del contatto con il suolo svolgendo così il ruolo di ammortizzatori. Il carrello di atterraggio è concepito per sopportare una velocità orizzontale di 1,22 m/s (4,3 km/h) e una velocità verticale di 2,43 m/s (8,7 km/h). A 3 delle 4 suole è fissata una sonda che a 1,50 metri di distanza dal contatto con il suolo accende una spia luminosa sul cruscotto in modo da dare il tempo al pilota di spegnere il motore in tempo utile.
Al lancio, per motivi di ingombro, il carrello di atterraggio è conservato in posizione ripiegata e rimane in questa posizione per tutta la durata del viaggio. Poco prima del distacco dal CSM viene dispiegato dal comandante tramite l'azionamento di piccole cariche esplosive.
Alla gamba situata in corrispondenza del portello è fissata la scaletta che permette agli astronauti di scendere sul suolo lunare. Questa non arriva fino al suolo ma termina prima per non recare intralci. A un piolo della scaletta è fissata una targa celebrativa con incise le firme degli astronauti.

### Lo stadio di ascesa
Lo stadio di ascesa (chiamato anche stadio di risalita) pesa circa 4,5 tonnellate. La sua forma complessa è asimmetrica, risultato dell'ottimizzazione dello spazio occupato, e gli dà l'aspetto di una testa di insetto. È principalmente composto dalla cabina pressurizzata dove alloggiano gli astronauti del volume di 4,5 m³ e dal motore di ascesa con i suoi serbatoi di combustibile.

#### Il motore di ascesa e l'RCS

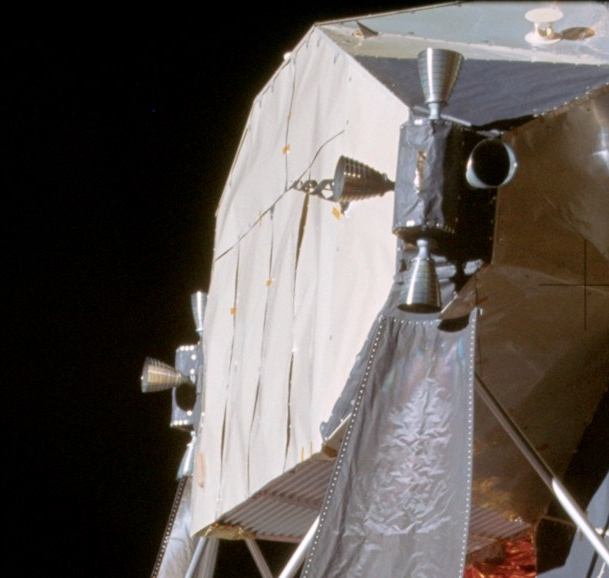
Particolare di un motore RCS del LEM

Poiché il percorso di ritorno verso il modulo di comando è molto più semplice, la spinta del motore è costante. I propellenti (910 kg di tetrossido di diazoto e 1,4 tonnellate di aerozina 50) vengono conservati ciascuno in un unico serbatoio, pressurizzato tramite elio.
L'architettura generale dello stadio è concepita in modo che il centro di massa e il centro di spinta del motore siano molto vicini, meno di un metro: il motore è posto molto in alto (il vertice penetra nella cabina) ed i serbatoi sono messi a lato della cabina. Questa disposizione limita la coppia motrice che mantiene lo stadio nella direzione voluta durante la fase di azionamento; il motore non è orientabile e le correzioni sono realizzate da motori di manovra (RCS Reaction control system) da 45 kg di spinta raccolti in 4 gruppi di 4 motori l'uno; sono situati ad ogni angolo del modulo e le loro azioni combinate permettono di agire secondo i tre assi di beccheggio, di rollio e di imbardata. Per massimizzare la loro efficacia sono posti il più lontano possibile dall'asse di spinta del motore principale.

#### La cabina pressurizzata

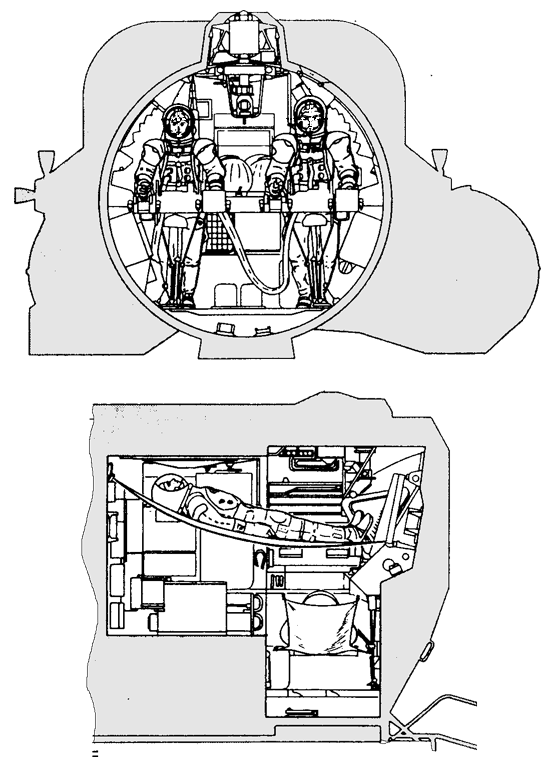
Schema della cabina pressurizzata che mostra gli astronauti in posizione di volo e di riposo

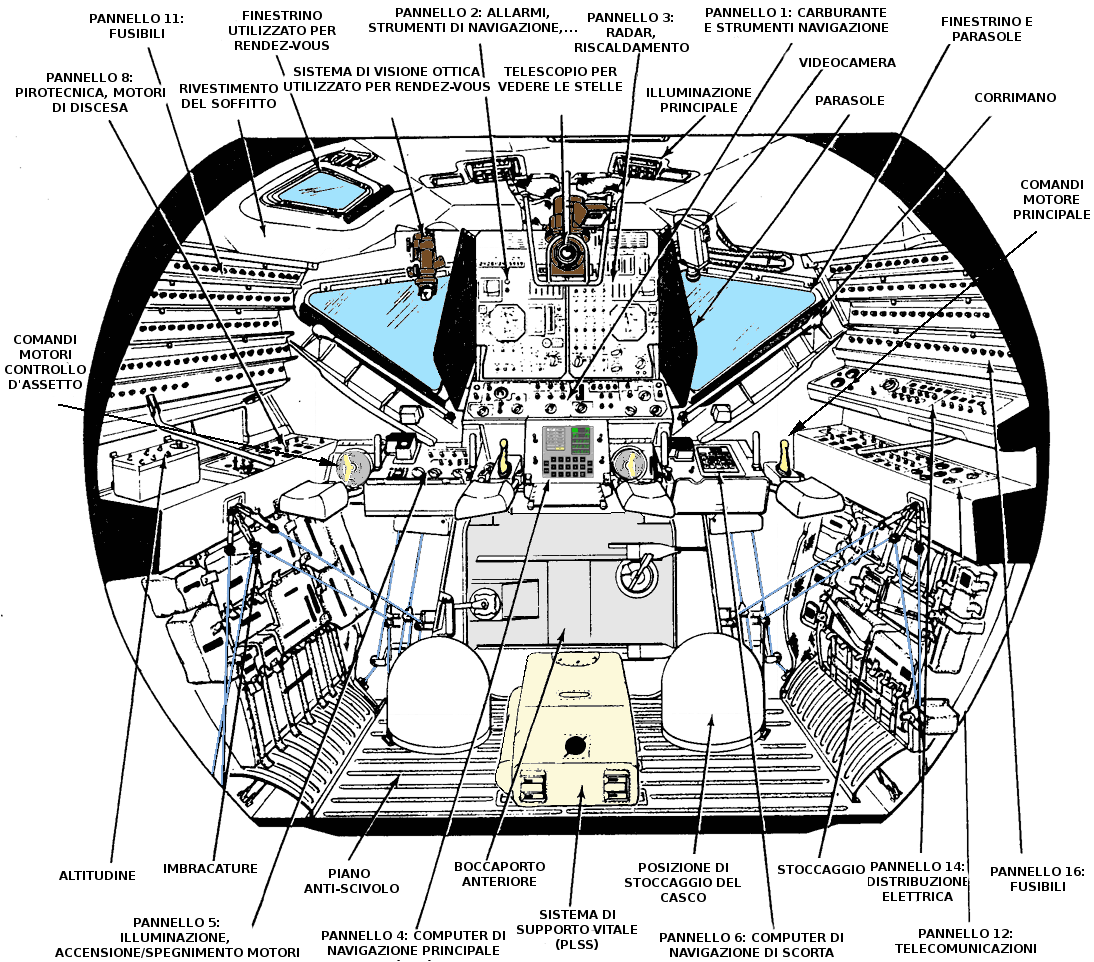
Schema della parte anteriore della cabina

La prima parte della cabina pressurizzata occupa la maggior parte di un cilindro di 2,34 metri di diametro e di 1,07 metri di profondità ed è qui che risiedono i due membri dell'equipaggio quando non sono sulla Luna. Il pilota (rivolto verso la parte anteriore sinistra) ed il comandante, sono in piedi trattenuti da apposite cinture che li mantengono in posizione durante le fasi di accelerazione e di assenza di peso. Sulla paratia frontale ogni astronauta ha davanti a sé un piccolo oblò triangolare (0,18 m²) (N 11), inclinato verso il basso, che gli permette di osservare il suolo lunare con un buon angolo di visione, come pure i principali comandi di volo e i quadranti della strumentazione, raggruppati in pannelli, generalmente dedicati ad un singolo sottosistema. I comandi e i controlli comuni sono situati tra i due astronauti (ad esempio il banco di comando d'accesso all'elaboratore di navigazione); alcuni comandi sono raddoppiati (comandi che controllano l'orientamento e la spinta dei motori) mentre gli altri sono distribuiti in funzione dei compiti assegnati ad ogni astronauta.
I pannelli dei comandi e i disgiuntori si prolungano sulle pareti laterali situate da una e dall'altra parte degli astronauti. Il pilota ha sopra la sua testa un piccolo oblò (0,07 m²) che gli permette di controllare la manovra d'appuntamento con il modulo di comando. In cima al pannello centrale situato di fronte agli astronauti si trova il telescopio utilizzato per fare il punto con le stelle, e all'altezza del pavimento, il boccaporto di forma quadrata (96 x 96 cm) che è utilizzato per scendere sul suolo lunare.
La parte posteriore della cabina pressurizzata è molto più esigua (1,37 x 1,42 m per 1,52 m di altezza): il suo pavimento è più alto di 48 cm e inoltre, occupata da una protezione che copre la parte superiore del motore di ascesa. Le pareti laterali sono occupate dalle sistemazioni ed a sinistra da una parte del sistema di controllo ambientale. Qui sono collocati il secondo sistema di sopravvivenza portatile (il primo si trova steso sul pavimento della cabina tra i due astronauti), i prodotti alimentari, le tute EVA con gli stivali ed i caschi, le borse dei rifiuti corporali,… Dietro la divisione posteriore si trova un compartimento non pressurizzato nel quale è posta gran parte dei componenti elettrici ed elettronici. Al limite massimo si trova il boccaporto utilizzato per passare nel modulo di comando: dietro questa porta si trova un tunnel (80 cm di diametro per 46 cm di lunghezza) che comporta un sistema di bloccaggio utilizzato per rendere solidali i due moduli. Le forze in gioco al momento dell'attracco (collegamento) sono tali da poter deformare il tunnel, per cui è irrobustito da travi che scaricano le sollecitazioni su tutta la struttura.
La strumentazione è costituita da circa 170 interruttori, per lo più a 2 o 3 posizioni, distribuiti tra i molti pannelli di controllo e circa 80 indicatori dei quali più di 20 forniscono informazioni quantificate (4 display digitali, 18 indicatori ad ago,…). Per illuminare i pannelli di comando e di controllo si usa l'elettroluminescenza, una tecnologia ai tempi poco utilizzata; questa, rispetto alle tradizionali lampade a incandescenza, ha il vantaggio di dare un'illuminazione più uniforme ai vari pannelli dei comandi permettendo al pilota di adattarsi più rapidamente in caso di bassa intensità di illuminazione esterna. Oltre a questo l'elettroluminescenza consuma molto meno elettricità rispetto ai sistemi di illuminazione tradizionali.
Il LEM non dispone di una camera di equilibrio, che avrebbe aggiunto troppo peso. Per scendere sul suolo lunare, gli astronauti fanno il vuoto nella cabina e al loro ritorno la ripressurizzano utilizzando le riserve di ossigeno. Per scendere, scivolano dal boccaporto: questo dà su una piccola piattaforma orizzontale che emerge sulla scala, le cui sbarre sono situate da una parte e dall'altra sopra una delle gambe del modulo di discesa.

#### Il Primary Guidance, Navigation and Control System (PGNCS), sistema di navigazione principale

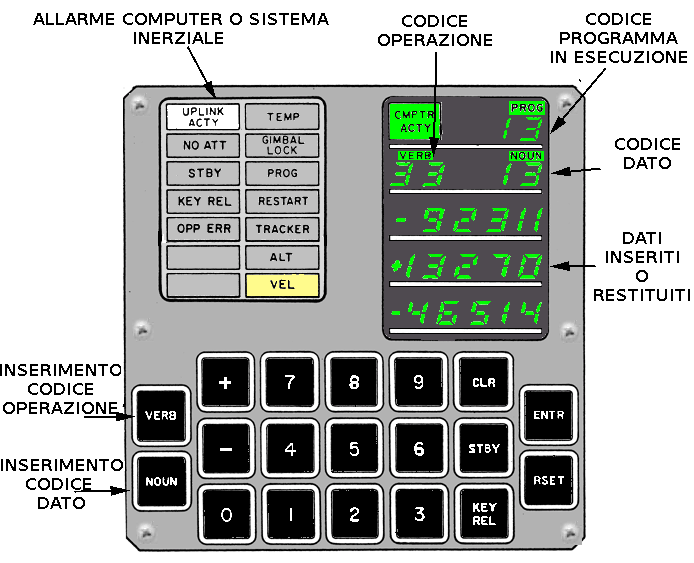
La console AGC

L'Apollo dispone di un sistema di controllo, orientamento e navigazione (Primary Guidance, Navigation and Control System, PGNCS) basato su un sistema di guida inerziale. Sui veicoli spaziali Apollo ha permesso di svolgere tutti i compiti anche quando le comunicazioni con la Terra sono state interrotte, come previsto, quando il veicolo spaziale era dietro la luna, o in caso di mancata comunicazione.
Il modulo di comando di Apollo (CM) e il modulo lunare (LM) sono entrambi dotati di una versione di PNGCS. Questo, e in particolare il suo computer, è stato anche il centro di comando di tutto il sistema di input da LM:
- Inertial Measurement Unit (IMU), un sistema per la misurazione diretta di accelerazioni e velocità angolari rispetto ai tre assi tramite accelerometri e giroscopi;
- computer di guida Apollo Guidance Computer (AGC);
- resolver per le conversioni angolari della piattaforma inerziale in segnali utilizzabili dai servomeccanismi;
- sistema radar
- telescopio ottico per l'allineamento nella fase di rendezvous (strumento costruito dalla Kollsman);
- comandi manuali di traslazione e di rotazione;
- telaio meccanico, chiamato Navigation Base (o Navbase), per la connessione rigida dei dispositivi;
- software per l'AGC.

Nonostante l'aggettivo "primario" nel suo nome, il PGNCS non è stato la principale fonte di informazioni sulla navigazione. I dati di monitoraggio della NASA's Deep Space Network sono stati elaborati dal computer Controllo Missione utilizzando algoritmi basati sui minimi quadrati. La posizione e la velocità ottenute stimate sono risultate più precise di quelle prodotte dal PGNCS. Come risultato, gli astronauti sono stati periodicamente aggiornati con i dati da inserire nel Sistema di Guida dell'Apollo (AGC) con dati ricavati a terra.
Il PGNCS è stato comunque essenziale per mantenere l'orientamento spaziale, per il controllo dei razzi durante le manovre, compresi l'atterraggio e il decollo lunare, e come prima fonte di dati di navigazione durante le interruzioni previste e impreviste nelle comunicazioni. Il PGNCS inoltre è fornito di un controllo a Terra dei dati. Il modulo lunare aveva un terzo mezzo di navigazione, denominato AGS, costruito da TRW e destinato ad essere utilizzato in caso di fallimento del PGNCS. L'AGS poteva essere utilizzato per il decollo dalla Luna e per l'incontro con il modulo di comando, ma non per lo sbarco.
Il modulo lunare monta due sistemi che eseguono la navigazione (il calcolo della posizione e la traiettoria di definizione) e di governo (gestione del volo in conformità con il percorso scelto) del modulo lunare. Ogni sistema si basa su un computer: sono i computer di guida (LEM Guidance Computer, o LGC) e il sistema di emergenza (Abort Guidance System, o AGS). Quest'ultimo è applicato in caso di fallimento della LGC.
Il sistema LGC è un computer che esegue i calcoli in tempo reale. È multitasking (fino a 8 compiti in parallelo). La memoria usa parole di 16 bit: si compone di 64 kB (32 000 parole) di memoria ROM contenente tutti i programmi e 4 kB (2 000 parole) di RAM (cancellabile) utilizzata dal software. Entrambi i tipi di memoria sono costituiti da nuclei magnetici: i programmi in ROM venivano inseriti in fabbrica mediante un delicato lavoro di filatura dei conduttori nei nuclei bit per bit. Il processore si compone di circa 5 000 circuiti logici realizzati totalmente con porte logiche NOR a 3 ingressi su circuito integrato. Pesa circa 35 kg.
Il sistema LGC riceve le sue principali informazioni del sistema inerziale (IMU) e dai due radar quando sono attivati. Utilizzando diversi programmi di navigazione dedicati per ogni fase della missione, è in grado di controllare direzione e spinta dei due motori principali e dei 16 motori di orientamento in modo che il LEM segua la rotta calcolata. Gli astronauti utilizzano un banco di comando (DSKY) per inserire altre istruzioni: inizio del programma di navigazione, inserimento (richieste) di informazioni, reinizializzazione della posizione, dati ricavati da osservazioni dei parametri di volo, ecc.

#### Gli aiuti alla navigazione

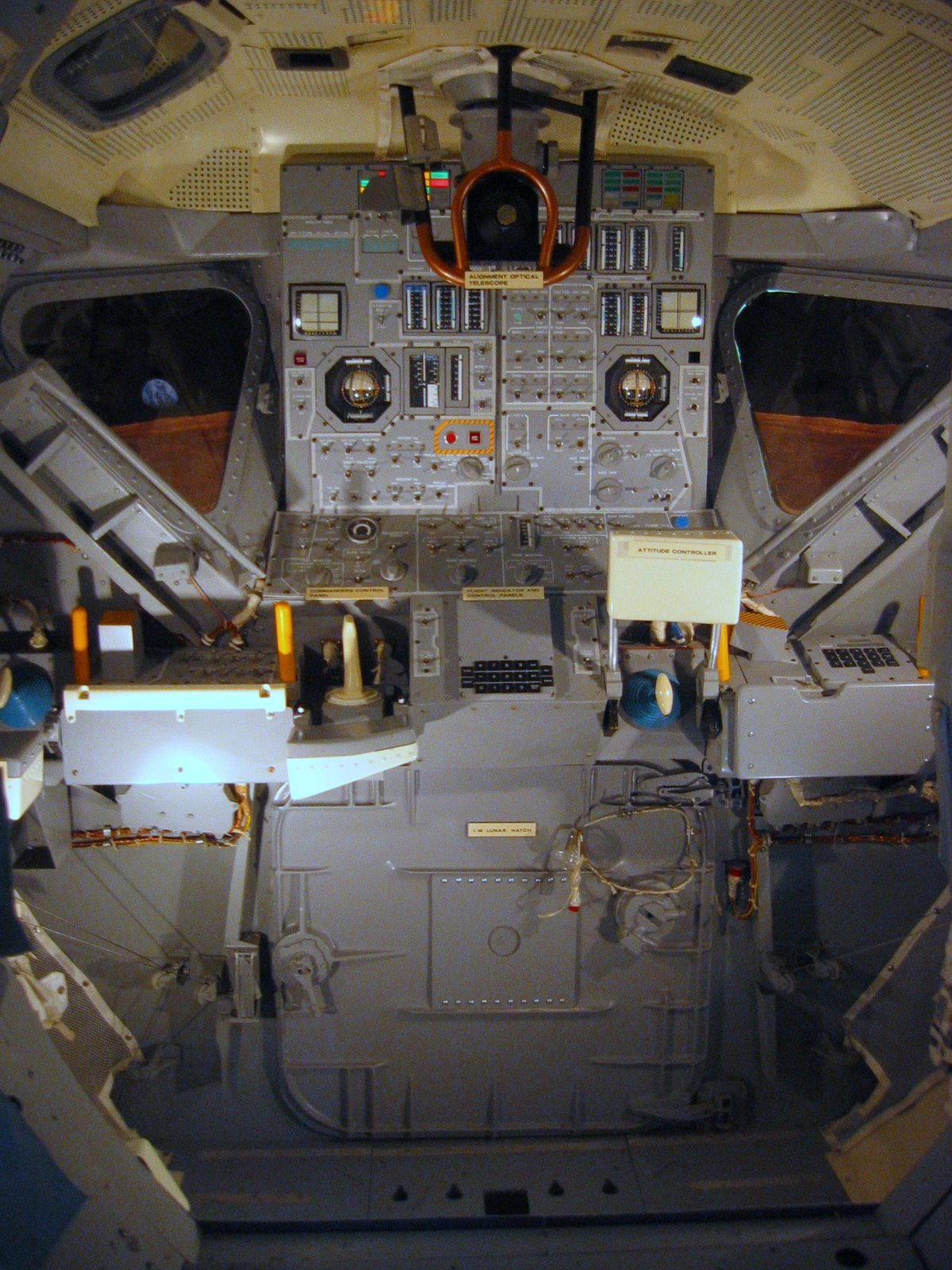
Interno della cabina di pilotaggio del LEM

Il sistema inerziale deve essere regolarmente ricalibrato effettuando un rilevamento della posizione del LEM nello spazio. A tal fine, gli astronauti dispongono di un telescopio ottico di allineamento (Alignment Optical Telescop o AOT). Questo strumento consente di identificare le posizioni delle stelle ed è interfacciato con il computer di bordo. Il telescopio può essere utilizzato in due modi differenti. Quando il LEM naviga libero, l'astronauta fissa una stella di riferimento nel computer: con i motori fa ruotare la navicella in modo che la stella passi di fronte al telescopio ottico [N 13]). La stella deve tagliare l'ascissa e l'ordinata di un reticolo che appare nell'ottica del telescopio. A quel punto gli astronauti dicono al computer, tramite due pulsanti sul bordo del telescopio, quando le due righe sono tagliate successivamente. Rilevando la posizione di 2 stelle, il computer è in grado di ricalcolare la posizione del LEM e se necessario rifare nuovamente il riferimento inerziale.
Quando il LEM non può ruotare liberamente - caso in cui è posato sulla Luna o quando si è unito al modulo di comando - l'astronauta ruota il reticolo in modo da intersecare due linee di un reticolo dedicato nel telescopio; osserva in pratica un angolo e inserisce questa informazione nel computer.
Il modulo lunare prevede inoltre due radar:
- Radar di appuntamento: è utilizzato nella manovra di rendezvous (aggancio) con il modulo di comando dopo il decollo dello stadio di ascesa e il suo inserimento in orbita bassa. Un radar transponder a bordo del modulo di comando invia un segnale in risposta agli impulsi del radar; questo segnale, una volta analizzato, fornisce distanza, velocità relativa e angolo formato dalla nave bersaglio con l'asse del LEM. Il radar di rendezvous ha una portata massima di 75 km, la sua antenna può essere puntata verso l'obiettivo manualmente oppure può essere guidata da un sistema automatico dedicato (che comprende un giroscopio) o dal computer di bordo.
- Radar Lunare: è usato per misurare l'altitudine e la velocità orizzontale del LEM rispetto al suolo lunare ed è installato sullo stadio di discesa. Il radar viene attivato quando il LEM si trova sotto i 15 km di altitudine, ma i dati forniti vengono utilizzati dal computer di navigazione solo a partire dalla quota di 12 km. L'antenna del radar ha due posizioni di lavoro, in modo da poter funzionare sia nella fase di frenata (quando l'asse verticale del LEM è parallelo al suolo) sia in quella di avvicinamento finale (quando l'asse verticale LEM è perpendicolare al suolo). Al di sotto dei 15 metri di quota e in assenza di moto orizzontale il radar non può fornire informazioni valide al computer di navigazione; da quel momento in poi utilizza i dati forniti dal sistema inerziale.

Nel corso delle due manovre di appuntamento, al momento dell'aggancio finale, il pilota deve allineare con precisione il modulo lunare secondo i tre assi con i comandi manuali del modulo. A tal fine dispone di un sistema di puntamento ottico denominato Crewman Optical Alignment Sight (COAS); questo strumento è montato sulla parte superiore nella finestra per la manovra; prevede un reticolo che il pilota deve far coincidere con un obiettivo di riferimento che trova sul modulo di comando.
Per fare segnalazioni durante le manovre d'appuntamento con il modulo di comando, il LEM dispone di apposite luci di segnalazione, visibili fino a oltre 300 metri, che riprendono le convenzioni navali: un faro rosso segnala il babordo ed uno verde il tribordo, mentre uno bianco identifica la parte posteriore; sull'altro lato due fari, un vuoto l'altro tuorlo identificano sulla parete frontale l'asse orizzontale (38). Per facilitare l'individuazione a grande distanza dal modulo di comando, è presente un faro che scintilla (50 lampi per secondo) emettendo una luce visibile fino a quasi 700 km (400 miglia nautiche).

#### L'AGS: il sistema di navigazione di emergenza
L'AGS (Abort Guidance System) è un sistema di navigazione e di controllo destinato a sostituire il sistema principale (LGC) in caso di guasto di quest'ultimo durante le fasi di discesa sulla Luna o di risalita. L'attivazione dell'AGS comporta l'interruzione della missione e l'abbandono del piano di discesa se il LEM è in fase di atterraggio. L'AGS è realizzato da una società diversa TRW (N 14). È composto da:
- Un computer (Abort Electronics Assembly, AEA) con una memoria RAM di 4 kB e una memoria di 4 kB dedicata ai programmi (con word di 18 bit). La memoria usa la stessa tecnologia dell'AGS;
- Un sistema inerziale (Abort Sensor Assembly ASA) molto compatto (4 kg), composto di tre accelerometri;
- Una console per la visualizzazione e l'immissione dei dati (Data Sensor Assembly DSE), più rudimentale rispetto a quella del LGC.

L'insieme pesa 28 kg e consuma un centinaio di Watt quando è utilizzato. Per il suo funzionamento l'LGC sfrutta i dati dei radar e del suo sistema inerziale. Più semplice del sistema principale, può eseguire solo i seguenti compiti:
- riportare il veicolo in orbita bassa;
- effettuare le manovre per mettere il LEM in orbita di trasferimento;
- correggere l'orbita;
- effettuare la manovra di appuntamento con il modulo di comando.

I programmi sono diversi da quelli dell'LGC per evitare che un eventuale difetto di programmazione (bug) si trovi in entrambi i sistemi.
All'avviamento, l'inizializzazione delle caratteristiche di posizione e rotta è realizzata con il trasferimento dei dati dall'elaboratore di navigazione principale. Agisce sulla spinta del motore principale e sui motori di manovra, conformemente al programma scelto e restituisce al pilota alcune informazioni (altitudine, velocità) sul cruscotto. L'AGS è utilizzato anche per verificare i calcoli dell'elaboratore di navigazione principale, quando quest'ultimo funziona. Inoltre fornisce periodicamente informazioni telemetriche al controllo a terra.

### Il sistema di supporto vitale

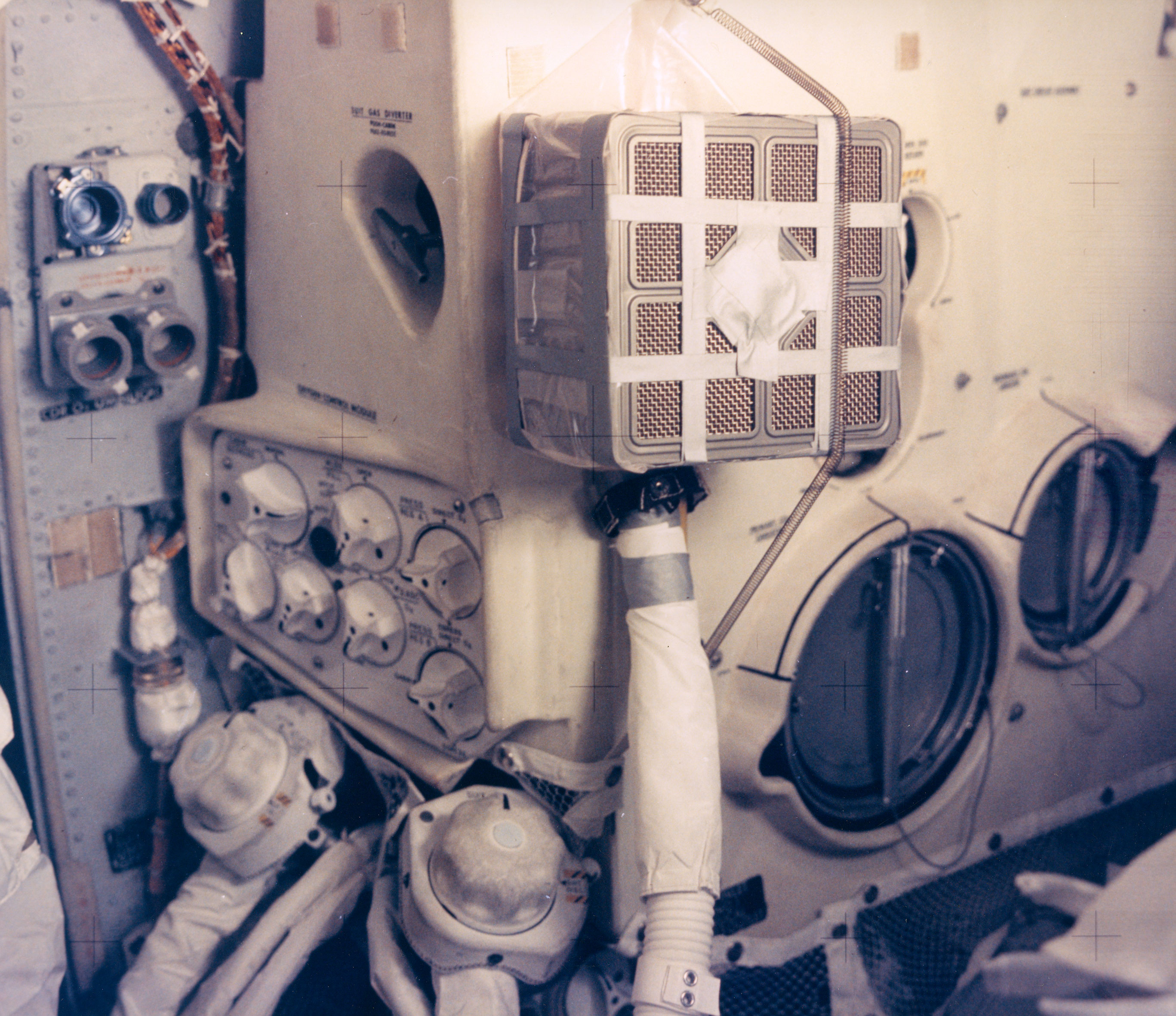
Parte del sistema di controllo del supporto vitale in cabina, modificato dall'equipaggio durante l'emergenza dell'Apollo 13

Il sistema di supporto vitale chiamato Environmental Control Subsystem (ECS), ha il compito di fornire condizioni vivibili per i due astronauti quando il LEM è separato dal CSM e permettere la depressurizzazione e la pressurizzazione della cabina, in base alle esigenze della missione. Deve mantenere la cabina entro un range di temperature accettabili e deve fornire l'acqua necessaria agli astronauti e alle varie apparecchiature di bordo, per il sistema antincendio e per il sistema di raffreddamento. La maggior parte delle apparecchiature che compongono l'ECS sono situate in cabina; altre apparecchiature periferiche, come i serbatoi di acqua e ossigeno, sono situate fuori nello stadio di discesa e ascesa.
L'ECS è composto da 4 sottosistemi:
- Atmosphere Revitalization Section (ARS): purifica l'ossigeno nella cabina e nelle tute spaziali, rimuovendo l'anidride carbonica, gli odori, le impurità e l'eccesso di vapore acqueo;
- Oxygen Supply and Cabin Pressure Control Section (OSCPCS): si occupa di immagazzinare l'ossigeno gassoso e di mantenere la pressione nella cabina e nelle tute spaziali, fornendo l'ossigeno all'ARS per compensare il consumo metabolico dell'equipaggio e le perdite nelle cabine o nelle tute. Il serbatoio di ossigeno nello stadio di discesa fornisce l'ossigeno durante la discesa e il soggiorno sulla Luna; i due serbatoi nello stadio di ascesa sono utilizzati nella fase di risalita e di aggancio al CSM;
- Water Management Section (WMS): fornisce l'acqua da bere e per reidratare gli alimenti liofilizzati, quella per il raffreddamento, per il sistema antincendio e per il rifornimento dei serbatoi di acqua necessari al raffreddamento dei PLSS. Inoltre provvede al trasferimento dell'acqua dai separatori di acqua dell'ARS ai sublimatori dell'HTS.

Per ottenere la necessaria pressione di pompaggio nei serbatoi, questi sono pressurizzati prima del lancio. Il serbatoio situato nello stadio di discesa contiene la maggior parte delle forniture d'acqua necessaria alla missione, finito il soggiorno sulla Luna viene usata l'acqua contenuta in due serbatoi dello stadio di ascesa.
- Heat transport section (HTS): si occupa del controllo termico che è allo stesso tempo attivo e passivo.

Il controllo termico attivo consiste in un circuito di raffreddamento nel quale circola una miscela di acqua e glicole etilenico e attraversa le attrezzature generatrici di calore, situate all'interno ed all'esterno della cabina pressurizzata, per mantenerne la temperatura in un intervallo che permetta il loro funzionamento. Il calore è disperso in primo luogo grazie a radiatori, quello che rimane è eliminato tramite sublimazione di acqua in gas (si usa la sublimazione perché ci si trova nel vuoto). Un circuito di raffreddamento di emergenza permette di compensare una eventuale avaria al circuito principale.
Al fine di assicurare un controllo termico passivo, tutto il pavimento è coperto con diversi strati di film riverberante per il calore, che funge anche da scudo contro i micrometeoriti. La protezione primaria consiste di 25 strati di mylar su uno stand di alluminio, di 4 cm di distanza dalla struttura, con piccoli appezzamenti di nylon. Nelle zone esposte al fuoco dei motori viene applicato uno speciale "H-film" formato da materiali con più alta resistenza al calore.

#### L'energia elettrica a bordo

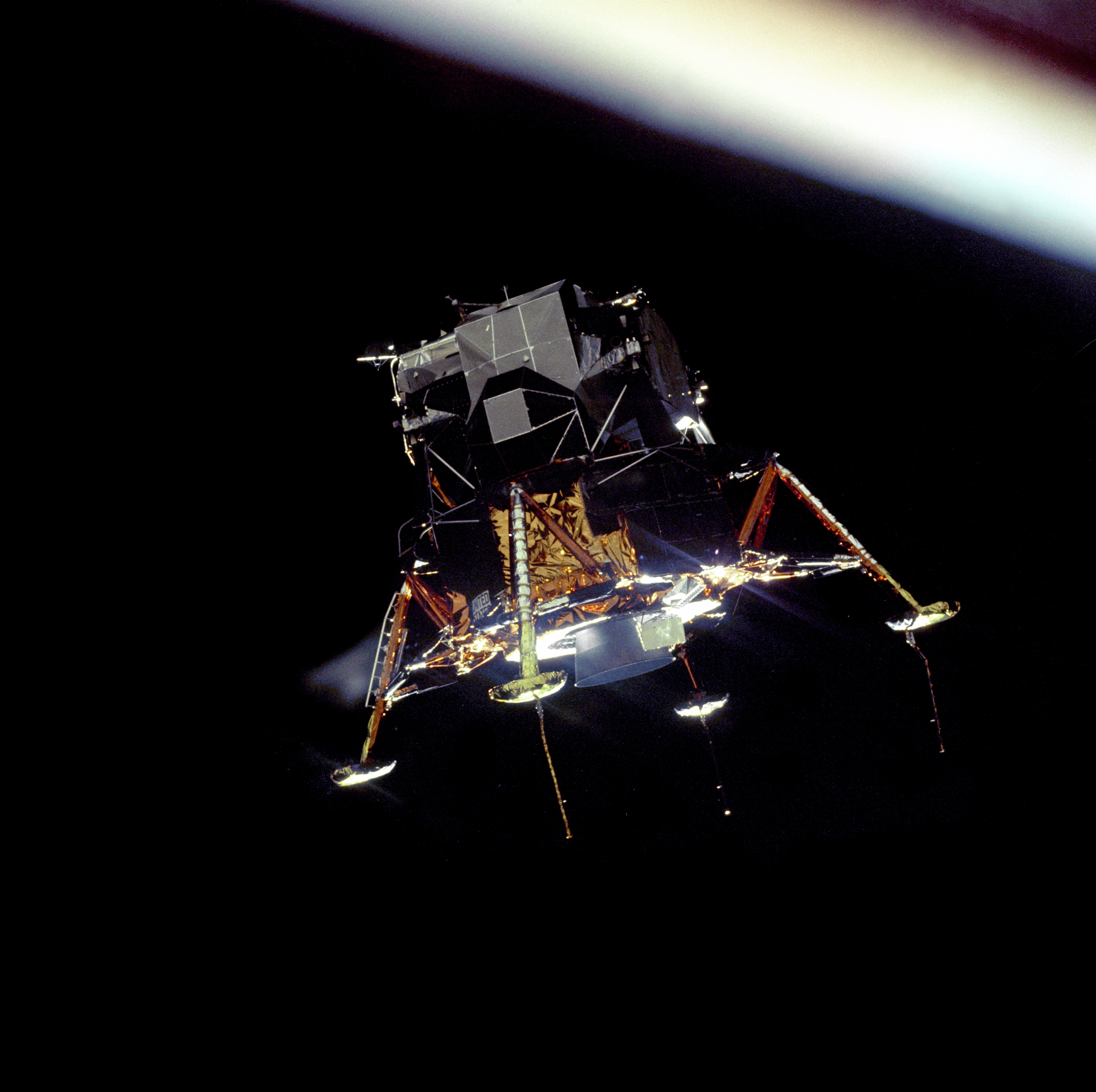
Il modulo lunare Eagle si appresta a scendere sulla Luna

La Grumman, dopo avere inizialmente studiato l'utilizzo di pile a combustibile per fornire l'elettricità, opta per batterie classiche, più semplici da mettere in opera e tenere in efficienza. L'energia elettrica è fornita da quattro batterie (5 a partire dall'Apollo 15) situate nel modulo di discesa e due batterie situate nello stadio di ascesa. Queste batterie non riutilizzabili forniscono 2280 Ah (2667 Ah a partire dall'Apollo 15) a 28 volt tramite due circuiti indipendenti ridondanti. Gli anodi in zinco e argento sono immersi in un elettrolita di idrossido di potassio. Il peso totale delle batterie è di 358 kg (420 kg a partire dall'Apollo 15). La corrente è trasformata in 110 V 400 Hertz per alimentare i vari sottosistemi. Batterie indipendenti attivano i sistemi pirotecnici (separazione dei moduli, apertura delle zampe d'atterraggio, percussione dei serbatoi,…) e sono presenti nei sistemi di sopravvivenza portatili (PLSS).

#### Telecomunicazioni
Il LEM dispone di due distinti sistemi di telecomunicazione:
- Un radiotrasmettitore funzionante in banda S sulla frequenza di 2,2 GHz, utilizzato per le comunicazioni a lunga distanza con la Terra (questa banda è utilizzata perché poco influenzata dall'atmosfera terrestre). La NASA ha sviluppato apparecchi (Unified S-band System USB) che permettono di trasmettere tramite una stessa antenna pacchetti di dati, emissioni televisive o vocali e di localizzare l'emittente. Il flusso dipende dalla natura dei dati trasmessi.
- Un radio trasmettitore VHF a due canali, utilizzato per le comunicazioni locali tra i due veicoli e tra gli astronauti durante le EVA (Attività Extra Veicolari), capace di una portata di 1400 km.

Questi sistemi di comunicazione permettono anche al centro di controllo di ricevere i dati telemetrici che permettono di conoscere la posizione e la rotta del LEM, tramite trigonometria utilizzando molte stazioni di ricezione a terra. I dati telemetrici dello stato dei vari sottosistemi del veicolo e i dati biometrici degli astronauti sono recuperati in modo permanente dal centro di controllo; questo collegamento permette anche di teletrasmettere dati verso l'elaboratore di navigazione del LEM e di controllare i dati in suo possesso. L'equipaggio del LEM utilizza questi canali anche per trasmettere immagini televisive.
Il LEM dispone di diverse antenne:
- Un'antenna parabolica orientabile di 66 cm di diametro in banda S; il mantenimento dell'orientamento è realizzato automaticamente appena l'emittente terrestre è stata agganciata. Due piccole antenne coniche fisse omnidirezionali che coprono ciascuna 180º in banda S fungono da sistemi ausiliari;
- Due antenne VHF che coprono ciascuna 180º, utilizzate in volo.
- Un'antenna omnidirezionale VHF utilizzata sul suolo lunare per le uscite extraveicolari;
- Una seconda antenna parabolica di 61 cm di diametro in banda-s che viene aperta sul suolo lunare (a partire dalla missione Apollo 15 sarà montata sul rover lunare).

Per ricevere e trasmettere, gli astronauti dispongono di un casco audio che possono portare sotto la tuta d'uscita extraveicolare.

### I miglioramenti del LEM delle missioni "J"

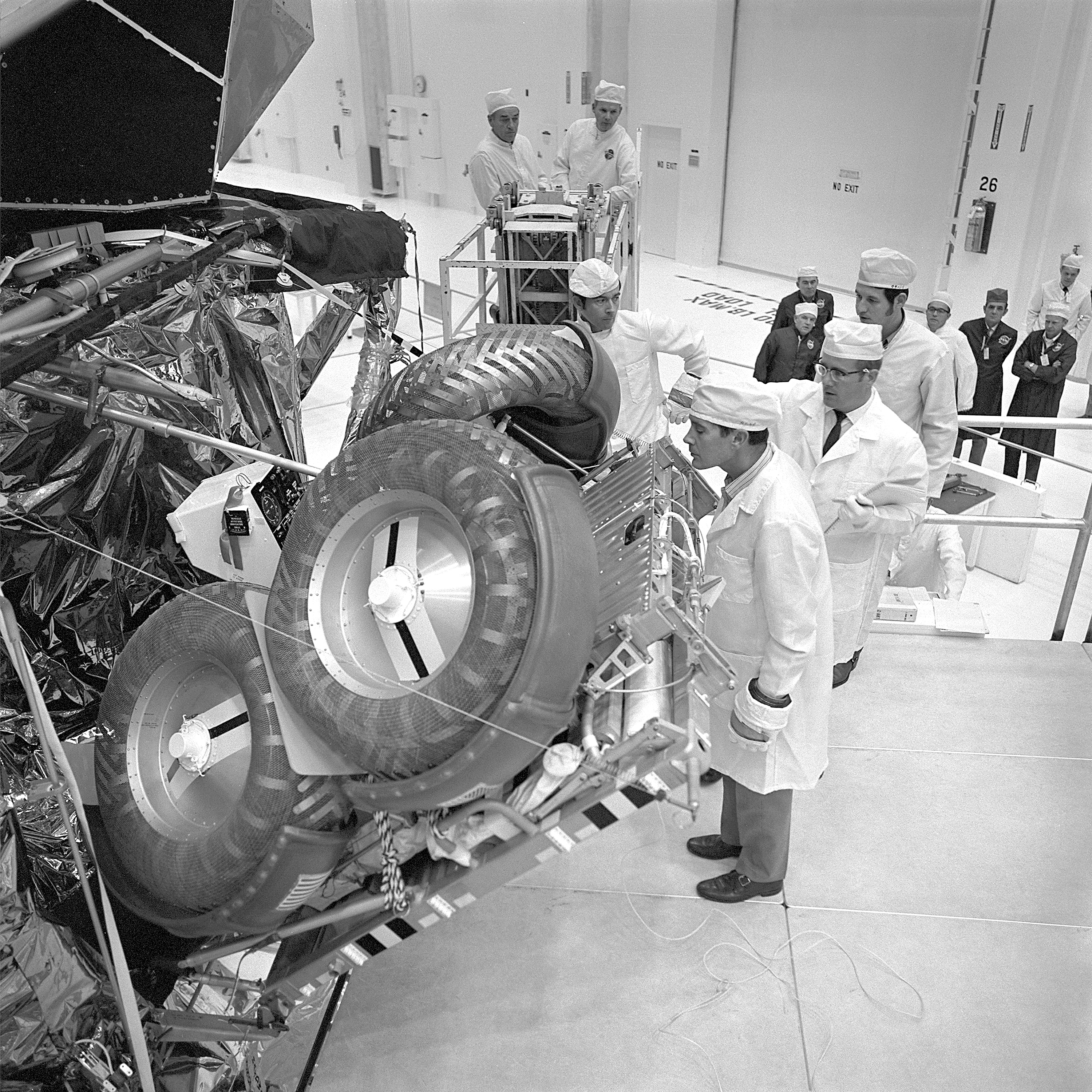
Il LEM delle missioni J permette di imbarcare il rover lunare (Apollo 15)

A partire dal 1969 la NASA avvia degli studi finalizzati ad aumentare la capacità di carico del razzo Saturn V in modo da poter spedire in orbita un modulo lunare più pesante. Questo peso aggiuntivo del LEM si traduce in maggiori riserve e quindi in un allungamento del soggiorno sulla Luna (missioni "J"). Le conclusioni positive (il Saturn V può trasportare 2 tonnellate supplementari) danno il via allo sviluppo di una versione un po' più pesante dello stadio di ascesa del LEM.
Utilizzata a partire dalla missione Apollo 15 (la prima missione "J"), questa versione del LEM è attrezzata in modo da permettere un soggiorno sulla Luna di 67 ore (invece delle 35 di prima) e può trasportare maggiori attrezzature scientifiche oltre al rover lunare.
Le principali modifiche sono:
- Una quinta batteria nello stadio di discesa e un aumento della capacità per batteria da 400 a 425 Ah;
- 500 kg di propellenti supplementari nel modulo di discesa per manovrare il LEM che ora è più pesante e dare più margine al pilota per atterrare. I serbatoi sono prolungati verso il basso di 10 cm;
- Le riserve di ossigeno e acqua sono aumentate per fare fronte al consumo supplementare degli astronauti;
- La protezione termica è migliorata per consentire un'esposizione più lunga; Il peso del materiale scientifico e per l'esplorazione che può essere messo nelle stive del modulo di discesa aumenta di 180 kg, cosa che permette di trasportare il rover lunare;
- Il condotto del motore dello stadio di discesa è prolungato di 25 cm per fornire una spinta maggiore;
- Il rivestimento della camera di combustione del motore di discesa è modificato al fine di ridurre il fenomeno dell'ablazione.

## Il ruolo del modulo lunare

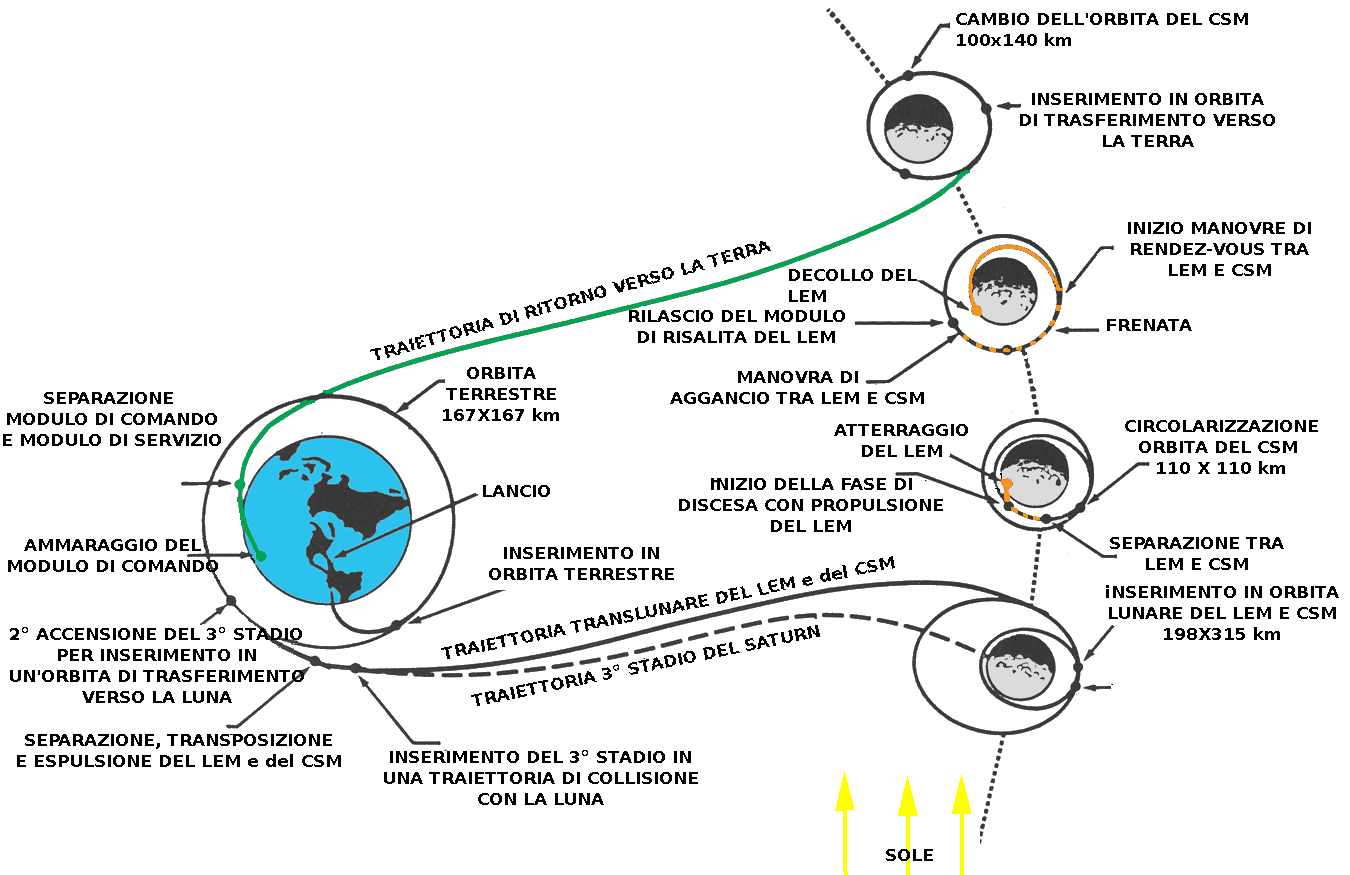
Piano di volo della missione Apollo 15

Le missioni Apollo sono programmate perché il LEM atterri all'inizio del giorno lunare: gli astronauti beneficiano così di una luce radente per l'individuazione del punto di atterraggio (tra 10 e 15º sopra l'orizzonte, secondo le missioni) e di temperature relativamente moderate durante il soggiorno sulla Luna (il giorno lunare dura circa 28 giorni terrestri). Di conseguenza, per ogni luogo di atterraggio scelto, la finestra di lancio del razzo Saturn è ridotta a tre giorni per ogni mese. Il punto di atterraggio scelto si trova sempre sulla faccia visibile della Luna per permettere le comunicazioni radio con la Terra e non è mai troppo distante dall'equatore della Luna.
Ogni missione può essere suddivisa nelle seguenti fasi:
- Decollo;
- Inserimento in orbita terrestre bassa;
- Inserimento in orbita di trasferimento lunare;
- Inserimento nell'orbita lunare;
- Discesa del LEM sulla Luna;
- Soggiorno sulla Luna;
- Decollo dello stadio di ascesa;
- Rendez-Vous;
- Inserimento in orbita di trasferimento verso la Terra;
- Rientro nell'atmosfera terrestre.

### Dall'orbita terrestre all'orbita lunare

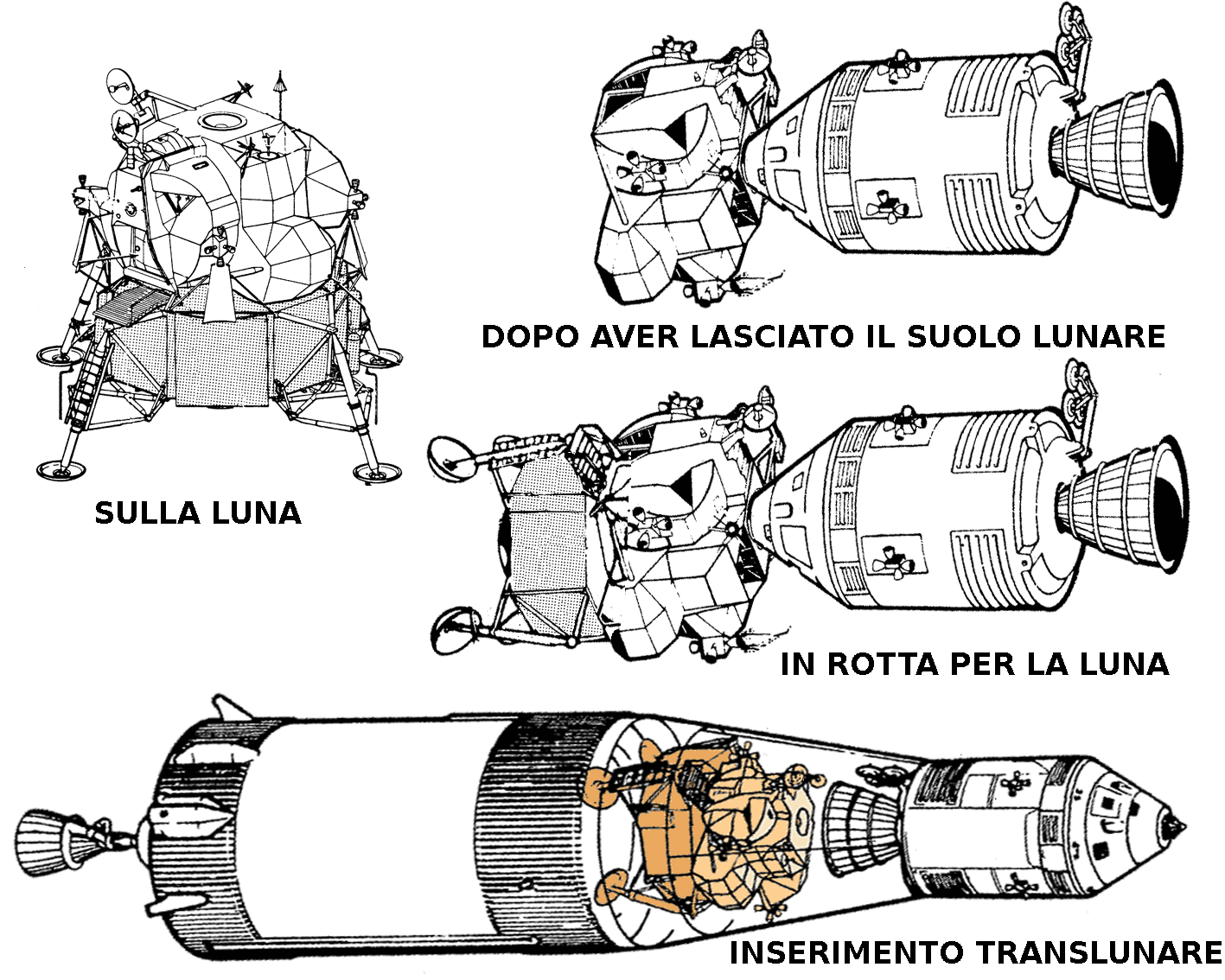
Varie configurazioni del Modulo Lunare Apollo

Una volta messa in orbita terrestre bassa, la navicella spaziale Apollo (LEM e moduli di comando e di servizio) come pure il terzo stadio del razzo, effettua un giro e mezzo attorno alla Terra quindi il motore del terzo stadio viene riacceso per immettere l'insieme su un'orbita di trasferimento verso la Luna (Translunar Injection TLI). La manovra consiste in un aumento della velocità di 3.040 m/s pari a 10.000 km/h.
Il modulo lunare è situato in posizione ripiegata in un'apposita stiva del razzo Saturn V denominata Spacecraft Lunar Module Adapter (SLMA), situata tra il 3º stadio del razzo ed il modulo di comando e di servizio. Poco dopo la fine della spinta, il CSM si stacca del resto della nave spaziale quindi gira su sé stesso di 180º ed esegue la manovra di aggancio col LEM. Dopo avere verificato l'aggancio delle due navicelle e pressurizzato il LEM, gli astronauti sganciano, tramite cariche esplosive, i pannelli di copertura del LEM che si allontanano dal LEM, CSM e terzo stadio del razzo ad una velocità di circa 30 cm/secondo. Il terzo stadio a questo punto viene inserito in una rotta divergente che, in base alla missione, lo mette in orbita attorno al Sole o lo invia a impattare sulla Luna.
Durante il tragitto di 70 ore verso la Luna, possono essere apportate correzioni alla rotta del CSM e del LEM per ottimizzare il consumo finale di carburante. Inizialmente, lo svolgimento delle missioni Apollo prevedeva una quantità relativamente grande di combustibile per queste manovre; alla fine, sarà consumato appena il 5% di questa quantità grazie alla precisione della navigazione.
Il treno spaziale è messo in rotazione lenta per limitare il riscaldamento dei veicoli, riducendo la durata di esposizione continua al sole. Una volta arrivati in prossimità della Luna, il motore del CSM viene acceso per mettere i veicoli in orbita, frenandoli. Se questa decelerazione non viene effettuata, la rotta permette ai veicoli di rimettersi in orbita verso la Terra dopo avere fatto il giro della Luna, senza utilizzare i motori (questa disposizione salverà la missione Apollo 13). Un po' più tardi, il motore del CMS è utilizzato una seconda volta per mettere i due veicoli su un'orbita circolare di 110 km di raggio.

### Discesa ed atterraggio sulla Luna
La rotta di discesa è suddivisa in diverse fasi: la prima fase è l'abbassamento dell'orbita seguita dalla discesa "azionata" (Powered Descent), che a sua volta si scompone in una fase di frenata, una fase di individuazione (del punto di allunaggio) e la fase di allunaggio vera e propria.

#### Il ruolo del sistema di navigazione e di controllo imbarcato

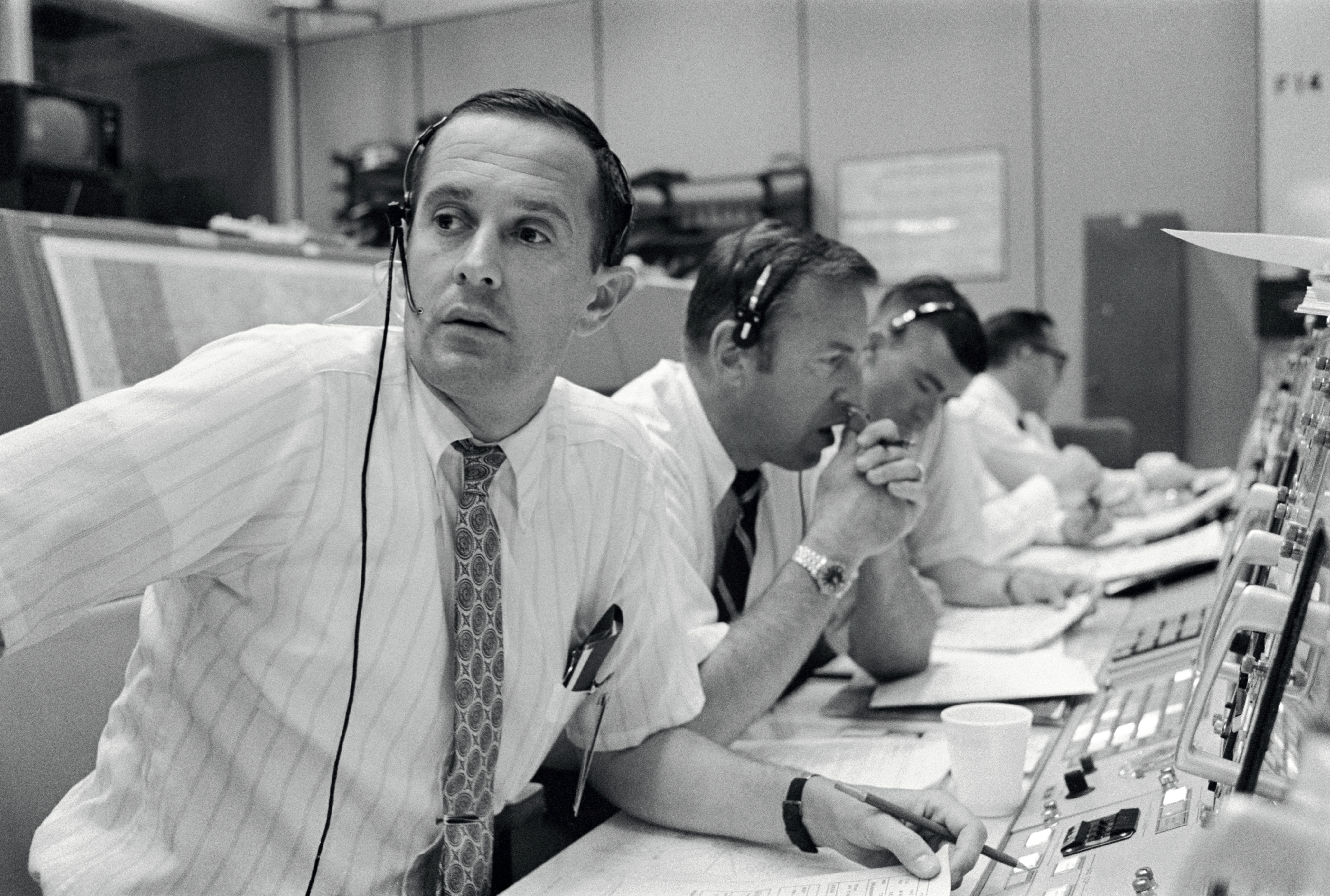
Charles Duke, Jim Lovell e Fred Haise seguono l'allunaggio di Apollo 11 come Capcom al centro di controllo di Houston

La discesa sulla Luna si basa soprattutto sul sistema d'orientamento, navigazione e controllo (PGNCS Primary Guidance, and Control System) controllato dal computer di bordo (AGC). Quest'ultimo, da un lato determinerà periodicamente la posizione e la rotta reale del veicolo utilizzando la navigazione inerziale e quindi il radar d'atterraggio (funzione di navigazione), d'altra parte calcolerà la rotta da seguire utilizzando i suoi programmi e controllerà in funzione di tutti questi elementi, la spinta e l'orientamento dei motori (funzione di orientamento). Il pilota del LEM può certamente correggere l'altitudine in qualsiasi momento e nell'ultima fase prendere completamente in modo manuale i comandi dei motori. Ma solo il sistema di navigazione e di controllo permette, ottimizzando rotta e consumo di risorse, di far posare il LEM prima di avere esaurito tutto il combustibile.
Il centro di controllo di Houston si assume l'inizializzazione del sistema di navigazione: grazie ai dati telemetrici forniti dal collegamento radio con il modulo (in banda S) e ai suoi programmi di simulazione, che si basano su modelli dettagliati della superficie e della gravità lunare, può calcolare i parametri iniziali (con maggiore precisione dell'elaboratore del LEM) di posizione e velocità del veicolo spaziale e stabilire quindi l'accensione dei motori e il vettore della spinta da applicare per la prima fase della discesa.
I dati calcolati dal centro di controllo sono inseriti dagli astronauti nell'elaboratore di bordo. Quest'ultimo, nel corso della discesa, effettuerà successivamente molti calcoli di orientamento (per ogni segmento della rotta: abbassamento d'orbita, frenata, ecc.) che moduleranno la spinta, la direzione del motore di discesa e i motori di correzione. Il computer di bordo aggiorna ogni due secondi la posizione grazie alle misure di accelerazione della sua centrale inerziale (giroscopio) e alle misure di velocità del suolo e di altitudine fornite dal radar, nelle fasi finali quando il LEM è sufficientemente vicina al suolo. Su richiesta degli astronauti, l'elaboratore può restituire le informazioni di navigazione.

#### L'abbassamento dell'orbita

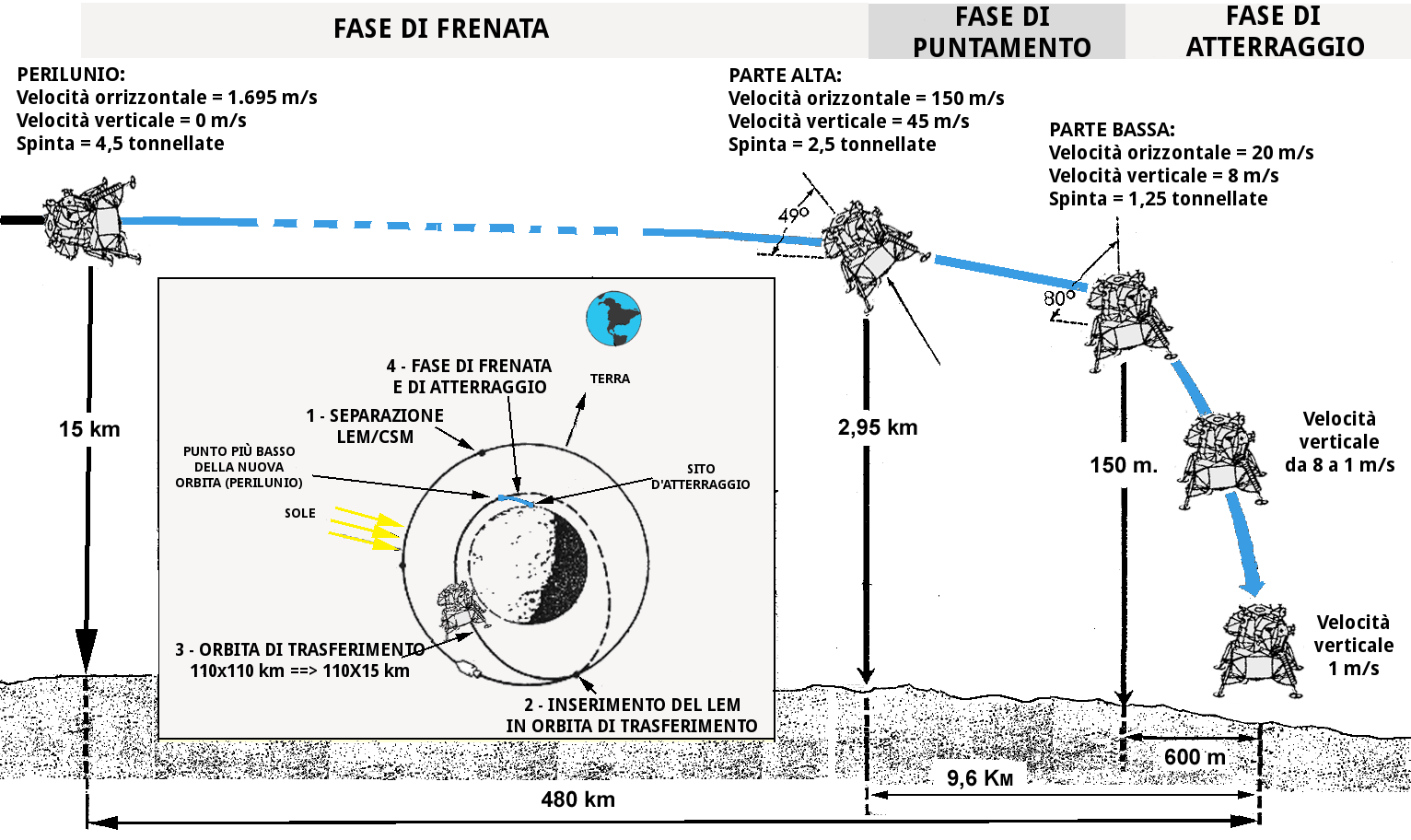
Ricostruzione dell'allunaggio

L'obiettivo di questa fase è di abbassare l'altitudine del LEM portandola da 110 km a 15 km sopra il suolo lunare. A questo scopo, l'orbita circolare è trasformata in un'orbita ellittica di altitudine compresa tra 15 km (perilunio) e 110 km (apolunio). Questa fase permette di ridurre la distanza da percorrere fino al suolo lunare con un piccolo costo in propellenti (essa non richiede che un breve impulso del motore). Il limite dei 15 km è stato preso in considerazione per evitare che la traiettoria finale fosse troppo vicina ai rilievi lunari.
Due dei tre astronauti dell'equipaggio (comandante e pilota) salgono a bordo del LEM e prima di iniziare la discesa inizializzano il sistema di navigazione. IL LEM e il CSM si separano prima che il motore sia messo in funzione (fino all'Apollo 12). Il cambiamento dell'orbita comincia quando la navicella spaziale raggiunge gli antipodi (metà orbita) rispetto al punto da cui prenderà avvio la fase seguente. Una volta che la distanza tra LEM e CSM è sufficiente (circa 100 metri), è impressa una piccola accelerazione dai motori che controllano l'orientamento, per comprimere il combustibile del motore di discesa contro le valvole di distribuzione, quindi il motore di discesa è acceso brevemente per rallentare il LEM di circa 25 metri al secondo (90 km/h).
A partire dall'Apollo 14, per economizzare i propellenti dello stadio di discesa, per abbassare l'orbita è utilizzato il motore del CSM. Il CSM accompagna dunque il LEM nella sua orbita ellittica e se ne separa prima che la discesa azionata prenda avvio.

#### La discesa azionata
Questa fase è caratterizzata da un'azione continua del motore di discesa e prende avvio quando il LEM ha raggiunto il punto più basso dell'orbita ellittica. Anche questa si scompone in tre fasi: fase di frenata, fase d'approccio e fase di allunaggio.

##### La fase di frenata
La fase di frenata ha lo scopo di ridurre la velocità del LEM nel modo più efficace possibile, passando da 1695 m/s (6000 km/h) a 150 m/s (550 km/h). Il motore è acceso al 10% della sua potenza per un tempo di 26 secondi, il tempo che il motore impiega per allineare il veicolo nella giusta traiettoria, quindi viene spinto al massimo della sua potenza. Il modulo lunare, che all'inizio della traiettoria è praticamente parallelo al suolo, gradualmente si inclina mentre la sua velocità di discesa (nulla alla partenza) aumenta fino a 45 m/s in fase finale.
Quando il LEM si trova ad un'altitudine inferiore a 12–13 km, il radar d'atterraggio aggancia il suolo e si mette a fornire informazioni (altitudine, velocità di spostamento) che permetteranno di verificare se la rotta è corretta: fino ad allora questa era estrapolata soltanto a partire dalle accelerazioni misurate dal sistema inerziale. Se la differenza tra i dati forniti dal radar con la rotta calcolata dal sistema inerziale è troppo grande, oppure il radar è guasto, la missione viene abortita.

##### La fase d'approccio

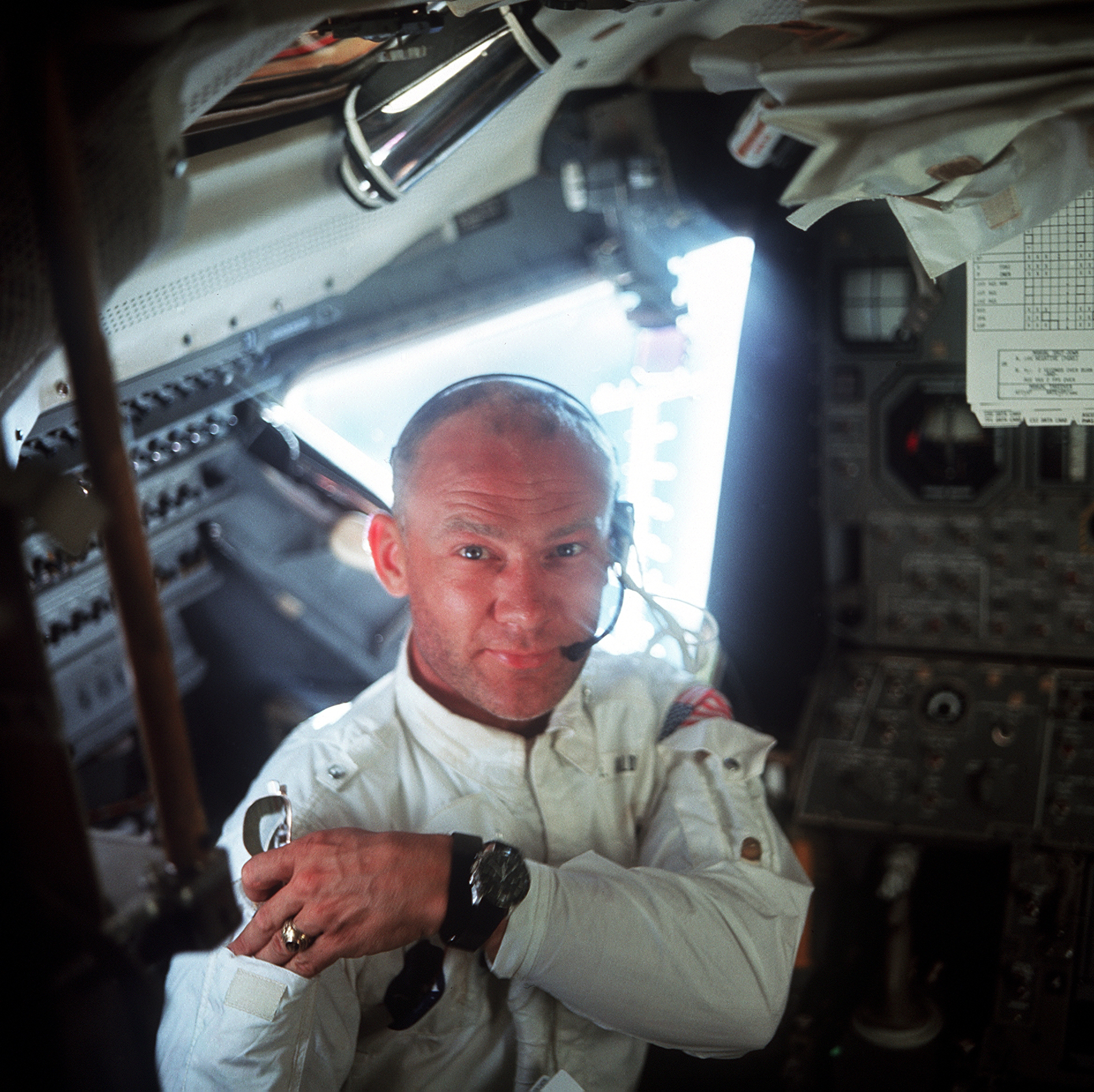
Buzz Aldrin nel modulo lunare

La fase di approccio comincia quando il LEM si trova a circa 76,5 km di distanza dalla zona di atterraggio prevista, l'altitudine di 700 metri deve permettere al pilota di verificare la zona di atterraggio e di scegliere il luogo preciso (libero) dove allunare. Il punto di partenza è designato "High Gate", termine inglese preso in prestito dall'aeronautica. Il modulo lunare è gradualmente raddrizzato in posizione verticale, fornendo al pilota una migliore visione del terreno. Quest'ultimo può così scegliere il punto di allunaggio al quale conduce la traiettoria, mediante una scala graduata incisa sull'oblò (Landing Point Designator, LPD); l'elaboratore fornisce l'angolo sotto il quale l'astronauta vedrà il luogo di allunaggio, traguardando la visione del suolo su questa scala.
Se il pilota giudica che il terreno non è adatto ad un allunaggio o non corrisponde al luogo previsto, può correggere l'angolo di avvicinamento agendo sui comandi manuali di volo per incrementarlo fino a 0,5 gradi in verticale e 2 gradi in laterale.

##### La fase di allunaggio
Quando l'altitudine del modulo lunare scende sotto i 150 metri comincia la fase di allunaggio, che si trova teoricamente ad una distanza di 700 metri dal luogo considerato (punto designato con il termine "Low Gate"). Se la rotta è stata seguita in modo corretto, le velocità orizzontali e verticali sono rispettivamente di 66 km/h e 18 km/h.
la procedura prevede che il pilota porti manualmente il modulo lunare al suolo ma può, se lo desidera, lasciar fare tutta la manovra all'elaboratore di bordo dato che dispone di un programma di controllo specifico per quest'ultima parte del volo. Tenendo conto dei vari rischi (fase di individuazione prolungata di due minuti, modifica dell'obiettivo all'ultimo minuto di 500 metri per evitare un rilievo, cattiva combustione finale del propellente, stima del propellente residuo pessimistica), il pilota dispone di un margine di soli 32 secondi per far posare il LEM prima dell'esaurimento dei propellenti. Se la situazione non rende comunque possibile l'allunaggio, può interrompere la missione azionando il comando manuale "abort", che riporta automaticamente il modulo in orbita all'altezza per l'aggancio col Modulo di Comando.
L'ultima parte della fase è un volo piano simile a quello di un elicottero, che permette allo stesso tempo di annullare tutte le componenti di velocità ma anche di esaminare meglio il suolo. Apposite sonde attaccate sotto le suole delle zampe d'atterraggio prendono contatto con il suolo lunare quando l'altitudine è inferiore a 1,3 metri e trasmettono l'informazione al pilota, tramite l'accensione di una spia rossa (contact light, spia di contatto).
Quest'ultimo deve allora spegnere il motore di discesa per evitare che il LEM rimbalzi o si capovolga (l'ugello del motore tocca quasi il suolo).

### Il soggiorno sulla Luna

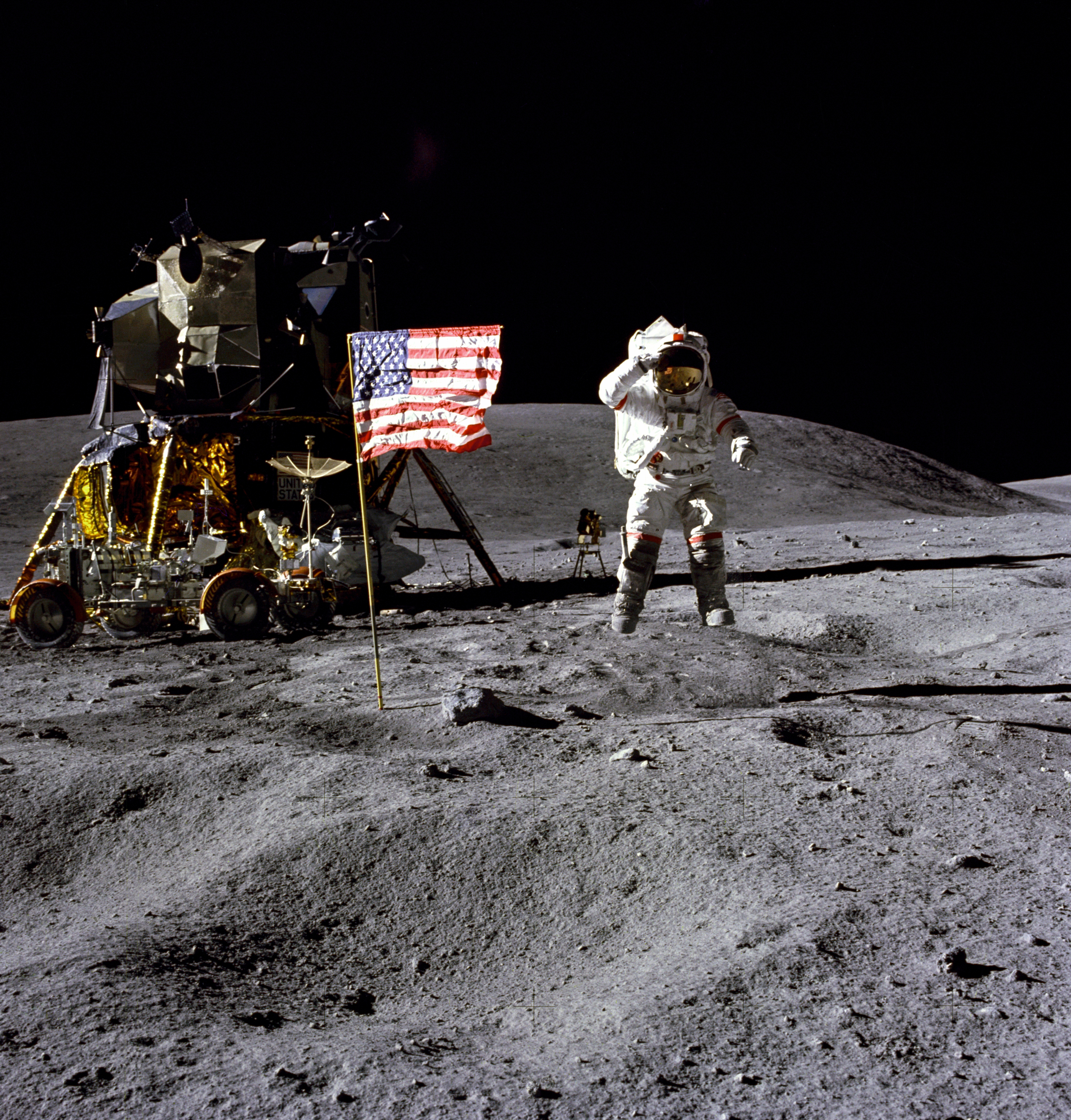
L'astronauta John Young sulla Luna con la missione Apollo 16

Il soggiorno sulla Luna è dato dalle uscite extra-veicolari (una sola uscita per Apollo 11, ma fino a quattro per le ultime missioni).
Prima di ogni uscita, gli astronauti devono rifornire di acqua ed ossigeno il loro sistema di sopravvivenza portatile, quindi gonfiare la loro tuta spaziale. Fanno in seguito il vuoto prima di aprire il boccaporto che dà accesso alla scaletta. Gli attrezzi e gli strumenti scientifici sono estratti dalle stive di immagazzinamento dello stadio di discesa e quindi sono piazzati non lontano dal LEM o a più grande distanza, in base alla tipologia e al tipo di esperimento.
Fino ad Apollo 14 gli astronauti disponevano di una carriola, nelle missioni successive invece hanno utilizzato il rover lunare che permetteva loro di allontanarsi di una decina di chilometri dal LEM trasportando carichi pesanti. In realtà, grazie al rover gli astronauti si sarebbero potuti allontanare di più dal LEM, ma per motivi di sicurezza dovevano sempre stare entro una distanza tale da permettere, in caso di guasto al rover, di ritornare al LEM a piedi prima di esaurire le scorte d'aria.
Il Rover, che occupa un intero scompartimento del LEM, è conservato in posizione ripiegata su una paletta che gli astronauti abbassano per liberare il veicolo stesso. Il rover è spiegato da un sistema di molle e di cavi che agiscono tramite pulegge, attivati dagli astronauti. Prima di lasciare la Luna, i campioni del suolo lunare raccolti che sono stati riposti in appositi contenitori, sono issati allo stadio di ascesa grazie a una gru. Il materiale che non è più necessario (sopravvivenza portatile, apparecchi fotografici, attrezzi, ecc.) viene abbandonato sulla Luna per ridurre al minimo il peso dello stadio di ascesa.

### La fase di ascesa e l'appuntamento con il modulo di comando

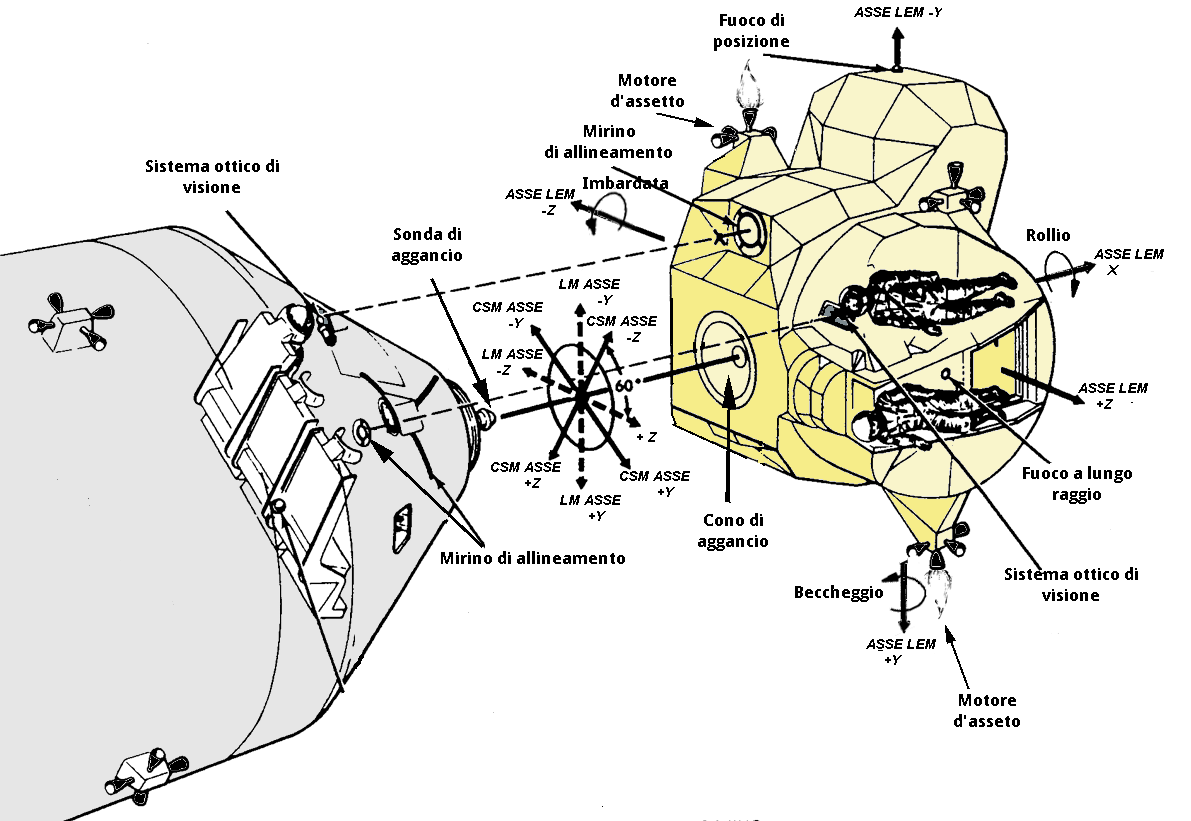
Schema di come avveniva il rendez-vous tra il LEM e il modulo di comando-servizio

La fase di ascesa deve permettere al LEM di raggiungere il modulo di comando rimasto in orbita.
Quest'obiettivo è raggiunto in due fasi. Lo stadio di ascesa del LEM decolla dal suolo lunare per mettersi in orbita bassa, quindi tramite spinte specifiche del motore raggiunge il modulo di comando. Prima del decollo la posizione precisa del LEM al suolo viene immessa nell'elaboratore per determinare la migliore traiettoria. Il momento della partenza è calcolato in modo da ottimizzare la rotta per il rendezvous con il modulo di comando.
Lo stadio di discesa resta sul suolo lunare e funge da piattaforma di lancio. La separazione dei moduli inizia prima del decollo con la detonazione di piccole cariche esplosive, poste nei quattro punti che rendono solidali i due moduli, i cavi e le condutture. Il modulo lunare segue inizialmente una traiettoria verticale fino a un'altitudine di circa 75 metri, per liberarsi dei rilievi lunari, quindi si inclina gradualmente per raggiungere finalmente la posizione orizzontale nel perilunio (punto più basso) di un'orbita ellittica, con altezze di 15 km e 67 km.
A quel punto è effettuato l'appuntamento (rendezvous) tra il CSM (pilotato dal terzo membro dell'equipaggio, solo, con la missione di non scendere sulla Luna) e il LEM in orbita lunare. Dopo che le rocce lunari sono state trasferite sul CSM, il LEM è sganciato e lanciato su una traiettoria che lo porterà a schiantarsi sulla Luna (allo scopo di provocare un sisma artificiale per studiare la struttura interna della Luna).
Il modulo di comando e il modulo di servizio possono ora iniziare il loro ritorno verso la Terra.

## I primi test nello spazio del LEM (1968-1969)
Per provare il funzionamento in volo del modulo lunare, la NASA prevedeva inizialmente 5 voli che utilizzavano il razzo Saturn IB dedicati alla messa a punto dei motori di discesa e ascesa (missione di tipo B) e successivamente, in funzione dei risultati, un numero variabile di voli per provare il funzionamento congiunto del CSM e del LEM in orbita bassa (missione di tipo D), in orbita alta (missione di tipo E) e attorno alla Luna (missione di tipo F).
I buoni risultati ottenuti fin dalla prima prova permisero di ridurre il numero di voli ad una missione di ogni tipo.

### Apollo 5

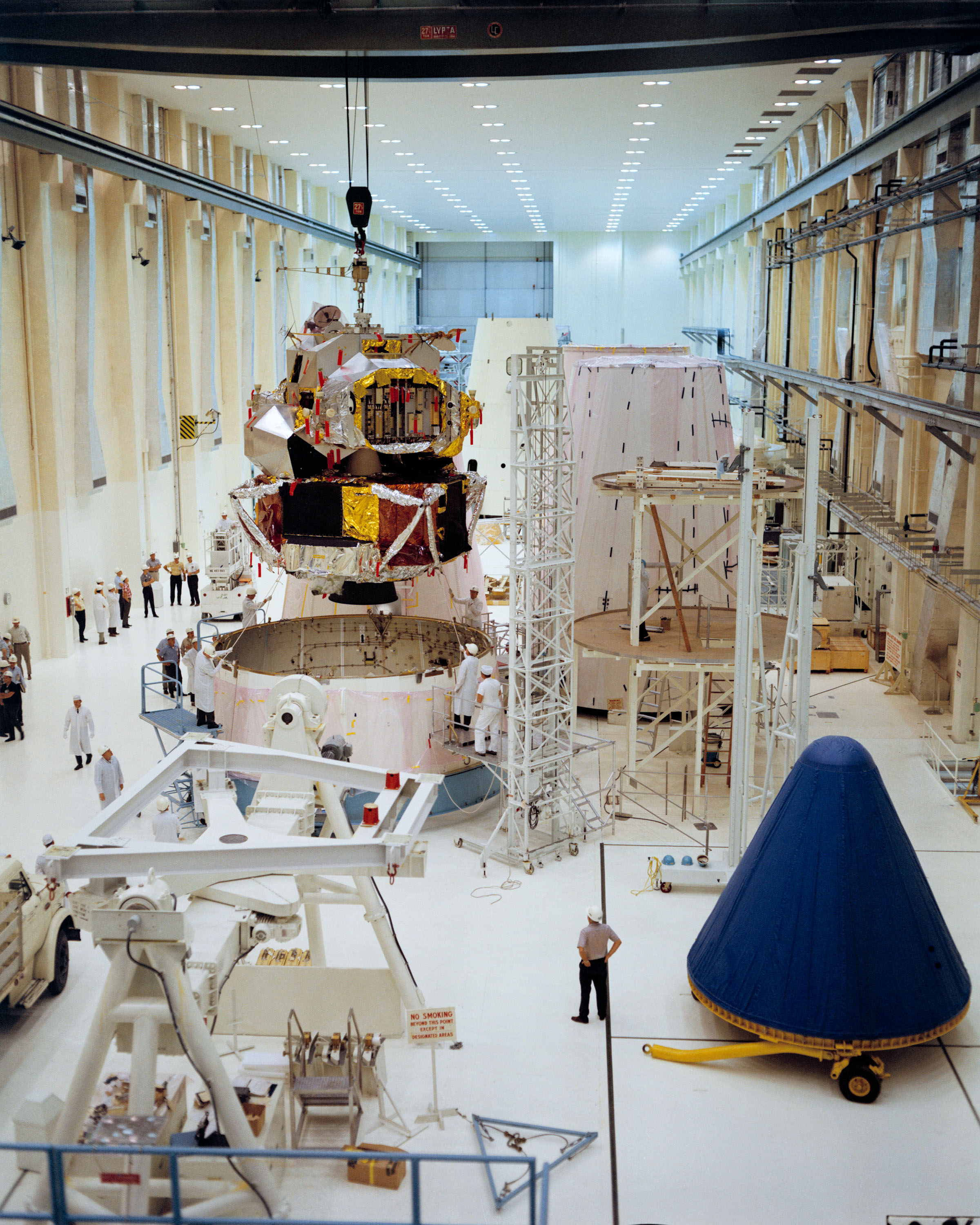
Il LEM-1 viene inserito nell'adattatore per la missione Apollo-5

Il 22 gennaio 1968, con 9 mesi di ritardo sulla data prevista, il LEM viene provato per la prima volta in volo nel corso della missione Apollo 5. Per ridurre i costi, il LEM LM-1 è sprovvisto del treno di atterraggio (poiché non è previsto di provarlo). Gli oblò sono chiusi da pannelli in alluminio perché nel corso di prove di pressione eseguite un mese prima, un oblò si era rotto.
Una volta che il LEM è stato messo in orbita, il motore di discesa viene acceso varie volte, infine il motore di ascesa è messo a fuoco per simulare una procedura di emergenza. Tutti i test hanno un esito soddisfacente.

### Apollo 9
Il 3 marzo 1969 la missione Apollo 9 decolla per una prova completa del modulo lunare con il suo equipaggio. Dopo essere stato immesso in orbita terrestre, gli astronauti ripetono tutte le manovre che dovranno essere realizzate durante la missione lunare.
Per la prima volta viene effettuata l'estrazione del LEM dalla stiva e viene provato l'attracco del LEM con il modulo di comando (CSM). Due degli astronauti quindi scivolano nel tunnel che collega il modulo di comando al LEM e mettono in funzione i sottosistemi del LEM prima di accendere il motore di discesa, senza tuttavia staccarsi dal modulo di comando. Il giorno dopo l'equipaggio del LEM si separa dal CSM, spiega il treno di atterraggio e accende il motore di discesa provando molti livelli di spinta; quindi dopo avere liberato lo stadio di discesa, simula l'ascesa dal suolo lunare e la manovra d'appuntamento (rendezvous); il LEM si era allontanato dal CSM di circa 200 km, utilizzando il motore di ascesa.
La prova, che comportava un certo rischio se i motori del modulo lunare fossero risultati difettosi (il LEM non avrebbe resistito a un rientro in atmosfera terrestre), è invece un successo completo.
A partire da questo volo, i moduli lunari riceveranno un nome di battesimo (per Apollo 9 sarà "Spider") che permetterà di distinguere, nel corso degli scambi radiofonici con l'appoggio a terra, l'equipaggio del LEM da quello del modulo di comando e di servizio.

### Apollo 10
La missione Apollo 10 decolla il 26 maggio 1969. Questo volo avrebbe potuto essere l'occasione del primo atterraggio sulla Luna ma i responsabili della NASA preferiscono effettuare un'ultima prova per verificare il funzionamento del sistema di navigazione e del radar di altitudine attorno alla Luna.
Lo svolgimento della missione sarà una ripetizione quasi completa di un volo lunare; la discesa verso la Luna viene interrotta a soli 14,4 km dal suolo. Dopo una breve perdita di controllo del motore di discesa a causa di un errore di manipolazione, Snoopy (LM-4) effettua una manovra di appuntamento perfetta con Charlie Brown (il CSM).

## Le missioni lunari: da Apollo 11 a Apollo 17 (1969-1972)
Tra il 1969 ed il 1973 sei copie del LEM (copie non identiche) compiono l'allunaggio permettendo così a dodici uomini di camminare sul suolo lunare. Apollo 13 è l'unico fallimento ma gli astronauti poterono ritornare sani e salvi sulla Terra grazie al LEM. Nelle sei missioni che riuscirono a raggiungere il suolo lunare ci furono solo piccoli incidenti secondari.

### Apollo 11: la prova del fuoco

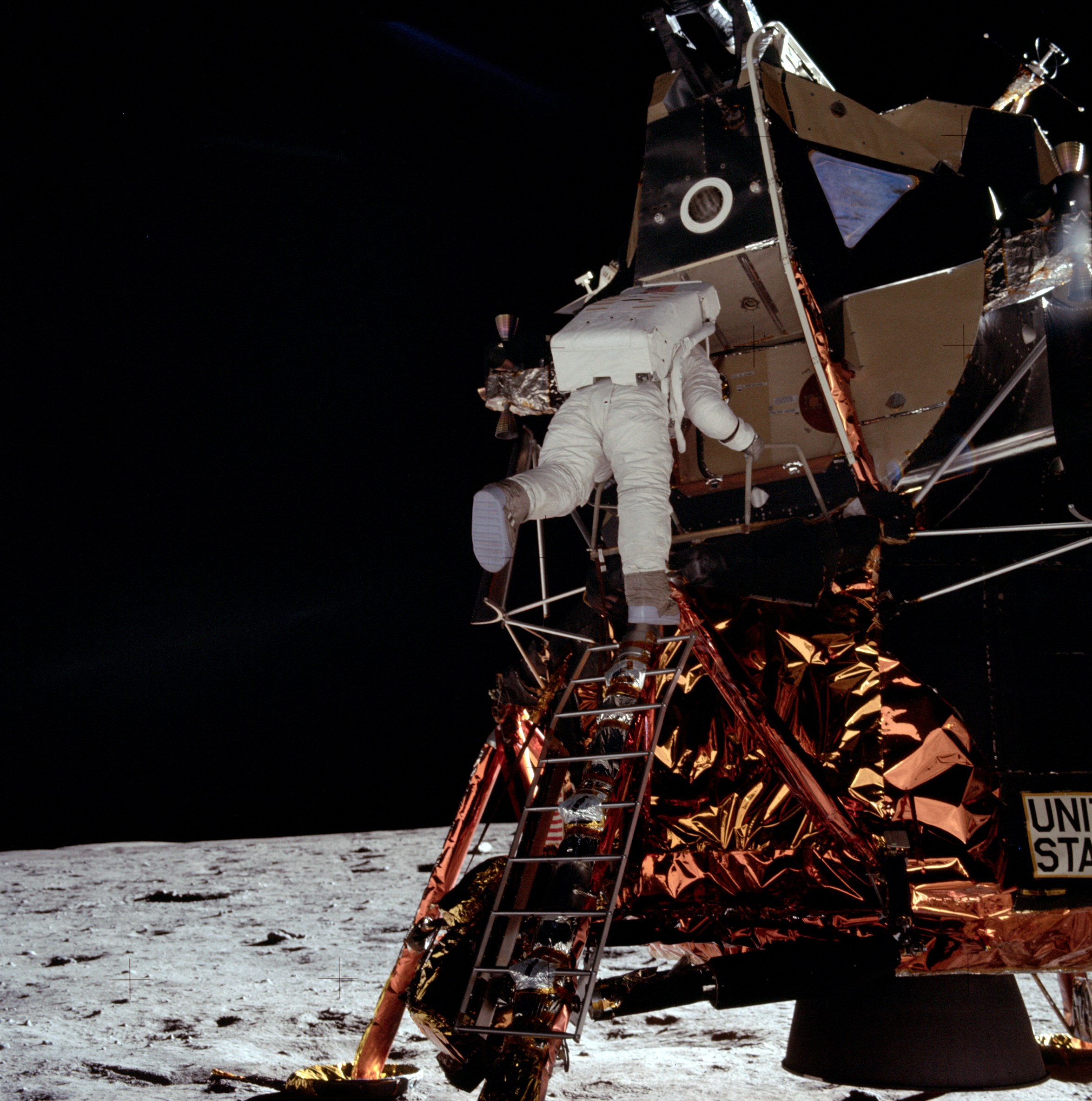
Buzz Aldrin scende la scaletta del Modulo Lunare (Apollo 11) dopo aver in parte richiuso il portello d'uscita

Il modulo lunare della missione Apollo 11 è il primo veicolo con equipaggio a posarsi sulla Luna. Il 20 luglio 1969 Edwin Aldrin e Neil Armstrong (comandante), iniziano la discesa verso il suolo lunare. Durante la fase d'approccio finale la tranquillità dell'equipaggio è scossa da allarmi ripetuti del computer che, saturato di dati, non può più eseguire tutti i compiti che gli sono stati assegnati.
Ma questo sistema svolge un ruolo essenziale per determinare la traiettoria che permetterà di allunare, con i piccoli margini di combustibile disponibile. Preoccupato da questi allarmi, che possono significare la fine prematura della missione, il pilota non si accorge che il LEM punta dritto su una zona densa di rocce ed è già troppo basso per correggere la traiettoria. Riprende manualmente i comandi (il LEM fino ad allora viaggiava con l'autopilota) e sorvola alla maniera di un elicottero la zona a rischio, utilizzando pericolosamente le ultime riserve di combustibile. A questo punto al modulo lunare resta soltanto il propellente per 50 secondi di volo e 20 secondi prima della decisione di abbandono di missione.
L'indagine rivelerà che il sovraccarico dell'elaboratore era dovuto all'enorme mole di dati scambiati con il radar d'appuntamento a frequenza molto elevata e si ritenne inizialmente fosse stato un errore includere nelle procedure che il radar d'appuntamento dovesse rimanere acceso, pronto e a regime qualora fosse stato necessario abortire la discesa. In realtà il flusso di dati avrebbe dovuto essere perfettamente gestibile, tuttavia un difetto di progettazione nell'interfaccia tra il computer di guida e il radar di appuntamento poteva causare una condizione di instabilità che innescava continue richieste di ricalcolo; il problema era stato identificato già nella missione Apollo 5, tuttavia non aveva generato instabilità gravi ed era stato sottovalutato. Il problema sarà risolto per le missioni seguenti. Saranno adottate altre contromisure (modifica dei programmi di calcolo di rotta e aumento delle correzioni di rotta intermedie) per fare in modo che i piloti dispongano di più combustibile e di maggiori margini di manovra.
Il resto della missione si svolgerà senza incidenti, se si esclude la rottura di un interruttore del motore del modulo di ascesa, che sarà riparato dagli astronauti con un pennarello.

### Apollo 13: Il LEM che fece da scialuppa di salvataggio

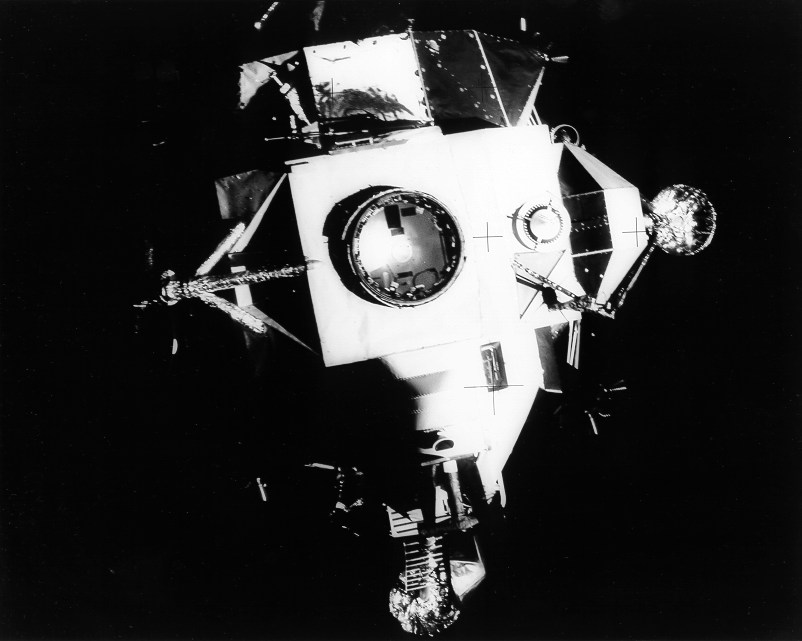
Il modulo lunare di Apollo 13 poco dopo essere stato sganciato dal modulo di comando prima del rientro in atmosfera terrestre

Mentre il LEM e il CMS della missione Apollo 13 sono in viaggio verso la Luna, una pila a combustibile esplode a causa di un cortocircuito devastando una parte del modulo di servizio: le riserve di ossigeno del CMS scendono a zero ed i due terzi delle sue risorse elettriche scompaiono. La missione deve interrompersi ma l'utilizzo del motore di propulsione principale non è giudicato abbastanza sicuro, a causa della vicinanza del focolare al punto dell'esplosione; il tutto non permette il suo utilizzo.
Il LEM svolgerà quindi un ruolo determinante, che non era stato previsto ma neanche ipotizzato dai suoi progettisti, nel salvataggio dell'equipaggio della missione Apollo 13. Infatti l'equipaggio si rifugia nel modulo lunare attivandolo ed utilizzandolo come fosse una scialuppa di salvataggio. Il controllo al suolo decide di impostare una traiettoria di rientro libero facendo fare il giro della Luna al LEM e CMS in modo da sfruttarne la forza gravitazionale e ritornare automaticamente verso la terra. I consumabili (ossigeno, elettricità) conservati nei due veicoli non sono tuttavia sufficienti a fare fronte alle necessità dei tre astronauti fino al loro arrivo.
Il motore di discesa del LEM è acceso varie volte per ottimizzare la rotta. Molti interventi di correzione della rotta sono stati improvvisati senza l'ausilio della strumentazione elettronica di guida, spenta per risparmiare una sufficiente quantità di energia in modo da garantire il rientro a terra dell'equipaggio. Giunti in prossimità della Terra vi è stato il trasferimento dal LEM al CMS degli astronauti, dopo il riavvio di quest'ultimo e l'abbandono del LEM e del motore del CSM.
Un dipendente della Grumman invierà scherzosamente una fattura per questo rimorchio non previsto alla società North American, produttrice del modulo di comando e di servizio sinistrato.

### Apollo 14: un abbandono non desiderato
Poco prima che il LEM inizi la discesa verso il suolo lunare il controllo di Houston si rende conto, esaminando i dati trasmessi periodicamente dalla telemetria, che il commutatore che permette di iniziare l'abbandono dell'atterraggio in caso di problema grave è piazzato su ON; appena la discesa sarà iniziata, l'elaboratore interpreterà l'informazione come la richiesta d'abbandono e staccherà il modulo di discesa, interrompendo la missione.
Il problema avviene a causa di un falso contatto, ma il circuito interessato non può essere riparato. Restano soltanto due ore per trovare una soluzione; i progettisti a terra finiscono per trovare un metodo per "fuorviare" l'elaboratore, facendo inserire agli astronauti un lungo elenco di comandi manuali. La manipolazione ha una contropartita: se la missione dovesse interrompersi, gli automatismi non potranno più funzionare e gli astronauti sarebbero costretti a seguire una procedura manuale osservando le istruzioni.
Fortunatamente, dopo un ultimo spavento (rifiuto temporaneo di accensione del radar di atterraggio), l'allunaggio si svolge perfettamente.

### Apollo 15, Apollo 16 e Apollo 17: le versioni migliorate delle missioni J

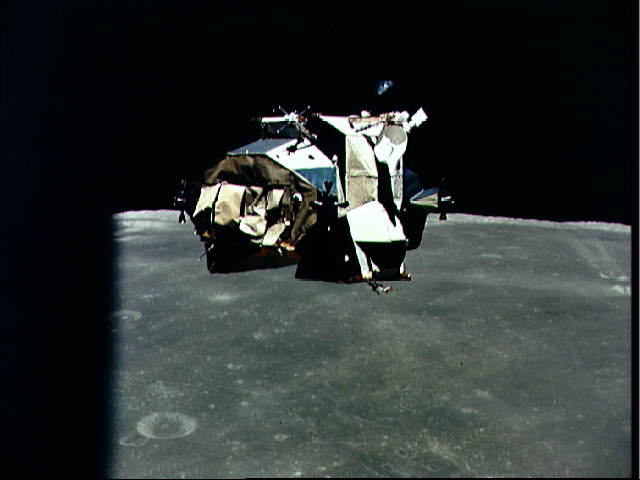
Il modulo di risalita di Apollo 16 si appresta ad effettuare il rendez-vous con il modulo di comando e servizio

A partire dall'Apollo 15, i moduli lunari restano più a lungo sulla Luna e sono dunque più pesanti. Il condotto del motore di discesa viene allungato di una trentina di centimetri e il modulo diventa suscettibile di toccare il suolo lunare: per evitare che durante l'allunaggio si formi una sovrapressione nell'ugello del condotto (che potrebbe rovesciare il modulo lunare), erano state date istruzioni di spegnere il motore fin dal primo contatto delle sonde che prolungano verso il basso il treno d'atterraggio, cioè a circa 1,3 metri d'altezza. Questa procedura esisteva già, ma il pilota James B. Irwin l'applicò per la prima volta con il più grande rigore: fece l'atterraggio più duro di tutti i moduli lunari.
IL LEM aveva al momento dell'arresto del motore una velocità verticale residua di 0,5 km/h e toccò sul suolo lunare quasi a 7 km/h (gli altri LEM si posarono invece con una velocità verticale compresa tra 2 e 3 km/h). Per mancanza di possibilità, il modulo lunare atterrò a cavallo del rilievo di un piccolo cratere che il pilota non aveva potuto scorgere, a causa della nuvola di polvere sollevata dal motore e le gambe del treno di atterraggio non toccarono il suolo allo stesso tempo, aumentando il colpo. Il LEM risulterà inclinato di 11º una volta posato.

## Conclusione (dopo il 1973)
Nel settembre del 1970 il programma Apollo subisce dei drastici tagli di bilancio che traducono le nuove priorità del governo Nixon: Apollo 11 è riuscito a captare il prestigio di cui beneficia appena ora il programma spaziale russo e la guerra del Vietnam svuota ormai le risorse di bilancio degli Stati Uniti. La NASA è costretta ad annullare le ultime due missioni Apollo progettate. L'ultimo modulo lunare atterra l'11 dicembre 1972 sulla Luna nel quadro della missione Apollo 17, che comprendeva per la prima volta uno scienziato: il geologo Harrison Schmitt. Gli altri tre LEM in costruzione negli stabilimenti della società Grumman restano incompiuti.
Il costo finale del Modulo Lunare Apollo supererà tutte le previsioni e alla fine del 1970, quando il programma è concluso, ammonterà a 2,2 miliardi di dollari dell'epoca (14,3 miliardi di dollari del 2008) cioè il 13% del costo dell'intero programma Apollo. A titolo di raffronto, questa somma è quasi equivalente a 3 volte il bilancio dell'Agenzia Spaziale Europea nel 2006; questa cifra non comprende lo sviluppo del sistema di orientamento e navigazione condivisa con il modulo di comando (3,8 miliardi di dollari del 2008), i costi di integrazione e quelli necessari per i test.

### Gli sviluppi abbandonati
Molte alternative del LEM previste per una fase ulteriore dell'esplorazione lunare non nasceranno:
- Il LEM “cargo„, un modulo lunare non abitato utilizzato per trasportare circa 5 tonnellate di materiale sulla Luna. Il trasporto sostituisce lo stadio di ascesa mentre lo stadio di discesa è fornito di motori di controllo di assetto e di un elaboratore di navigazione e di orientamento.
- Il LEM “taxi„, un LEM che dispone di consumabili per permettere soggiorni di 14 giorni sulla Luna a un equipaggio di tre astronauti. Può essere inviato sulla Luna poco dopo che un LEM “riparo„ vi è stato lanciato.
- Il LEM “riparo„, utilizzato in modo combinato con il LEM “taxi„, che ha il suo stadio di ascesa sostituito da consumabili e materiale scientifico. Atterra sulla Luna in controllo automatico.
- Il LEM “Lab„, costituito dallo stadio di ascesa del LEM a cui sono stati sostituiti il motore e i serbatoi con circa 10 tonnellate di attrezzature scientifiche per osservazioni ed esperienze in orbita terrestre. Il LEM “Lab„ diventò gradualmente l'ATM (Apollo Telescope Mount), una struttura non pressurizzata adibita al trasporto in orbita terrestre di un telescopio per l'osservazione del Sole. Previsto inizialmente per essere messo in orbita da solo, è poi sviluppato come un modulo allegato della stazione Skylab.

### L'evoluzione del LEM: Altair

Vista immaginaria del modulo lunare Altair

Nel gennaio 2004 il presidente degli Stati Uniti, George W. Bush, aveva lanciato il programma Constellation con l'obiettivo di riportare uomini sulla Luna verso l'anno 2020. Tale programma fu cancellato tuttavia nel 2011. Il programma prevedeva la costruzione di un modulo lunare chiamato Altair, lontano discendente del LEM. Altair riprende numerose caratteristiche del suo predecessore: c'è un modulo concepito soltanto per scendere sulla Luna, restarvi e risalire in orbita. L'equipaggio ritorna in seguito a terra a bordo di un modulo rimasto in orbita lunare: l'Orion. Altair è composto da uno stadio di discesa (che resta sul suolo lunare) e da uno di ascesa che si pone verticalmente su un treno di atterraggio simile a quello del LEM; dispone di due aperture di cui una utilizzata per accedere al suolo lunare.
Ma alcuni aspetti del progetto Costellation sono molto diversi dal programma Apollo: Altair viene inviato nello spazio con un razzo dedicato ed è riunito con l'Orion in orbita terrestre. Tre volte più pesante del LEM, è azionato da motori criogenici (derivanti da quelli utilizzati dal razzo Saturn) e deve imbarcare l'insieme dell'equipaggio della missione (4 astronauti). La cabina pressurizzata comprende un saltatore ed un angolo toelette.

### I moduli lunari nei musei
Nessun LEM che ha realmente volato ha mai fatto ritorno sulla Terra. Il suo destino era infatti quello di essere abbandonato nello spazio. Molte copie del modulo lunare sono oggi conservate in vari musei: questi sono modelli utilizzati per le prove di resistenza o per gli addestramenti.

### Fonti bibliografiche
- Luigi Pizzimenti, Progetto Apollo: Il sogno più grande dell'uomo, Bologna, Elara, 2009, ISBN 978-88-6499-017-0.
- (EN) W. David Woods, How Apollo flew to the moon, Springer, 2008, ISBN 978-0-387-71675-6.
- (EN) David A. Mindell, Digital Apollo Human and Machine in Spaceflight, The MIT Press, 2008, ISBN 978-0-262-13497-2.
- (EN) W. David Woods, How Apollo flew to the moon, Springer, 2008, ISBN 978-0-387-71675-6.
- (EN) David A. Mindell, Digital Apollo Human and Machine in Spaceflight, The MIT Press, 2008, ISBN 978-0-262-13497-2.
- Patrick Moore, Atlante della conquista della Luna, Milano, Vallardi, 1971.
- Andrew Smith, Polvere di Luna. La storia degli uomini che sfidarono lo spazio, Cairo Publishing, 2006, ISBN 978-88-6052-032-6.
- Giancarlo Masini, La grande avventura dello spazio: la conquista della luna, Novara, Istituto Geografico De Agostini, 1969, SBN RLZ0324702.
- (EN) Thomas J. Kelly, Moon lander : how we developed the Apollo Lunar Module, Smithsonian Books 2001, 2001, ISBN 1-58834-273-5.

### Fonti NASA
- (EN) G. Brooks, James M. Grimwood, Loyd S. Swenson, Chariots for Apollo: A History of Manned Lunar Spacecraft, 1979. URL consultato il 3 maggio 2019 (archiviato dall'url originale il 9 febbraio 2008).
- (EN) W. David Compton, Where No Man Has Gone Before: A History of Apollo Lunar Exploration Missions, 1989. URL consultato il 3 maggio 2019 (archiviato dall'url originale il 23 ottobre 2019).
- (EN) Società Grumman, Apollo Operations Handbook, Lunar Module, LM 10 and Subsequent, Volume I, Subsystems Data (PDF), 1970.
- (EN) Società Grumman, Apollo Operations Handbook, Lunar Module, LM 11 and Subsequent, Volume II, Operational Procedures (PDF), 1971.
- (EN) Hansen, James R, Enchanted Rendezvous : John C. Houbolt and the Genesis of the Lunar-Orbit Rendezvous Concept (PDF), 1995.
- (EN) F. V. Bennett, Apollo lunar descent and ascent trajectories (PDF), 1970.
- (EN) Società Grumman, NASA Apollo Lunar Module News Reference (PDF), 1968. URL consultato il 10 marzo 2011 (archiviato dall'url originale il 6 gennaio 2010).
- (EN) I.D. Ertel, M.L. Morse, J.K. Bays, C.G. Brooks, The Apollo Spacecraft: A Chronology, 1969-1978. URL consultato il 3 maggio 2019 (archiviato dall'url originale il 9 dicembre 2017).
- (EN) NASA, Apollo11 mission report (preparation) (PDF), 1979.
- (EN) NASA, Apollo11 mission report (PDF), 1979.
- (EN) NASA, Apollo15 mission report (DOC), 1971.
- (EN) NASA, Apollo9 mission report (PDF), 1979.
- (EN) NASA, Apollo10 mission report (PDF), 1979.
- (EN) NASA, Guidance, Navigation and Control subsystem Study guide for training (PDF), 1976.
- (EN) NASA, Apollo Experience Report : Lunar module display and Control Subsystem (PDF), 1972.
- (EN) Allan R Klumpp, Apollo Lunar Descent Guidance (PDF), 1971.
- (EN) James E. Tomayko, Computers in Spaceflight The NASA Experience, 1988. URL consultato il 3 maggio 2019 (archiviato dall'url originale il 9 luglio 2019).
- (EN) Richard W Orloff, Apollo by the Numbers: A Statistical Reference, 2000.
- (EN) NASA, Apollo 15 flight journal - Landing at Hadley, 1996.
- (EN) NASA, Apollo 11 flight journal - The First Lunar Landing, 1995.
- (EN) Patrick Rozas and Allen R. Cunningham, Lunar Module Landing Radar and Rendezvous Radar (PDF), 1972.
- (EN) NASA, Lunar Module/Abort Guidance System /LM/AGS/ design survey (PDF), 1968.
- (EN) I. D. Ertel, M.L.Morse, J.K.Bays, C.G. Brooks, The Apollo Spacecraft: A Chronology, 1969-1978. URL consultato il 3 maggio 2019 (archiviato dall'url originale il 9 dicembre 2017).